# Marsella
Marsella (en francés: Marseille pronunciado /maʁsɛj/ (escucharⓘ), pronunciación local: [maʁˈsɛjə] (escucharⓘ); en occitano (provenzal): Marselha o Marsiho) es una ciudad portuaria del sur de Francia, capital del departamento de Bocas del Ródano y de la región de Provenza-Alpes-Costa Azul.
Marsella es, con 859 543 habitantes, la segunda ciudad más poblada del país después de París. Se trata del principal centro económico y la mayor metrópoli del Mediodía francés, y agrupa cerca de 1 605 000 habitantes en su área urbana, la tercera mayor del país, tras las de París y Lyon. Es el puerto comercial más importante del Mediterráneo francés y de Francia entera, así como uno de los más importantes de todo el Mediterráneo, centro de importante actividad industrial especializado en la petroquímica y el refino de petróleo, construcción naval e industrias diversas, es también un nudo de comunicaciones en el que confluyen las rutas entre París, Italia, Suiza y España. Marsella es sede de una archidiócesis y de la Universidad de Aix-Marsella, fundada en 1409.
Marsella se desarrolló con el nombre de Massalia como colonia comercial fundada por marineros focenses hacia el 600 a. C., conservando los restos más antiguos de la viticultura de Francia introducidos en el siglo IV a. C. Sede de un vizcondado en el siglo IX dependiente luego del condado de Provenza, fue incorporada a la corona de Francia en 1481 y aprovechó para su crecimiento de la alianza estratégica de ésta con el Imperio otomano durante el Renacimiento y el Antiguo Régimen. Tras la Revolución que bautizó con el nombre de Marsellesa, la marcha militar que más tarde se convirtió en uno de los símbolos nacionales de Francia, la ciudad fue escenario del llamado Terror Blanco y durante el siglo XIX, escenario de un rápido progreso con la expansión colonial francesa hacia Argelia y la apertura del canal de Suez. Fue parcialmente destruida durante la Segunda Guerra Mundial y uno de los objetivos de la Operación Dragoon. Lugar de paso tradicional de los flujos migratorios que fueron incrementando el carácter multicultural de la ciudad, la crisis económica de los años 1970 provocó sin embargo un descenso notable de la población, la pérdida de poder adquisitivo y la acentuación de los conflictos sociales en el último cuarto del siglo XX para ir recuperándose paulatinamente como una de las urbes más importantes de la región Euromediterránea.

## Símbolos
El escudo de armas y la bandera de Marsella son símbolos tradicionales representativos de la ciudad y tienen su origen en la Edad Media. El blasón o descripción heráldica se formula del siguiente modo:

En campo de argén o plata, una cruz de azur

La representación más antigua conservada del blasón marsellés se encuentra en un manuscrito iluminado, datado a finales del siglo XIII o principios del XIV donde aparece reproducido en evocación de la época de las cruzadas. Este escudo de armas tradicional fue difundido en documentos y acuñaciones numismáticas hasta que a partir del siglo XVI, la imprenta incrementó su distribución. También sirvió como medio de difusión la arquitectura local oficial y la imagería municipal de la que se conservan numerosos ejemplos.
La posterior evolución de la heráldica enriqueció, a imagen de los escudos de armas dinásticos, la complejidad de la seña al incluir según los gustos artísticos de cada época, ornamentos exteriores. El edicto de Colbert de 10 de julio de 1699 por el que se regulaban las armerías del reino de Francia confirmó el uso del blasón tradicional, hasta que tras la Revolución, la Asamblea Constituyente abandonó por un decreto de supresión de 21 de junio de 1790 la tradición heráldica considerada como representativa de las costumbres clasistas del Antiguo Régimen.
Cuando la rehabilitación del uso de los escudos de armas municipales fue aprobada por decreto imperial en 1809, la corporación marsellesa de entonces incluyó junto con la cruz, las figuras de unas abejas y un navío, pero con escasa difusión.
El 25 de noviembre de 1815, en tiempos de Luis XVIII, se retomó el uso del escudo tradicional al que se añadieron como tenantes o figuras ornamentales animales, un león con caduceo, símbolo de Mercurio, y de un toro con un tridente a los que se unió una corona mural a partir de 1833. Desde 1883 se difundieron nuevos añadidos como una cornucopia y la divisa Massilia civitas. Otro lema en latín, Actibus immensis urbs fulget Massiliensis, es también empleado en algunas representaciones: «La Ciudad de Marsella brilla por sus grandiosas acciones».

## Historia

### Prehistoria y Antigüedad Clásica

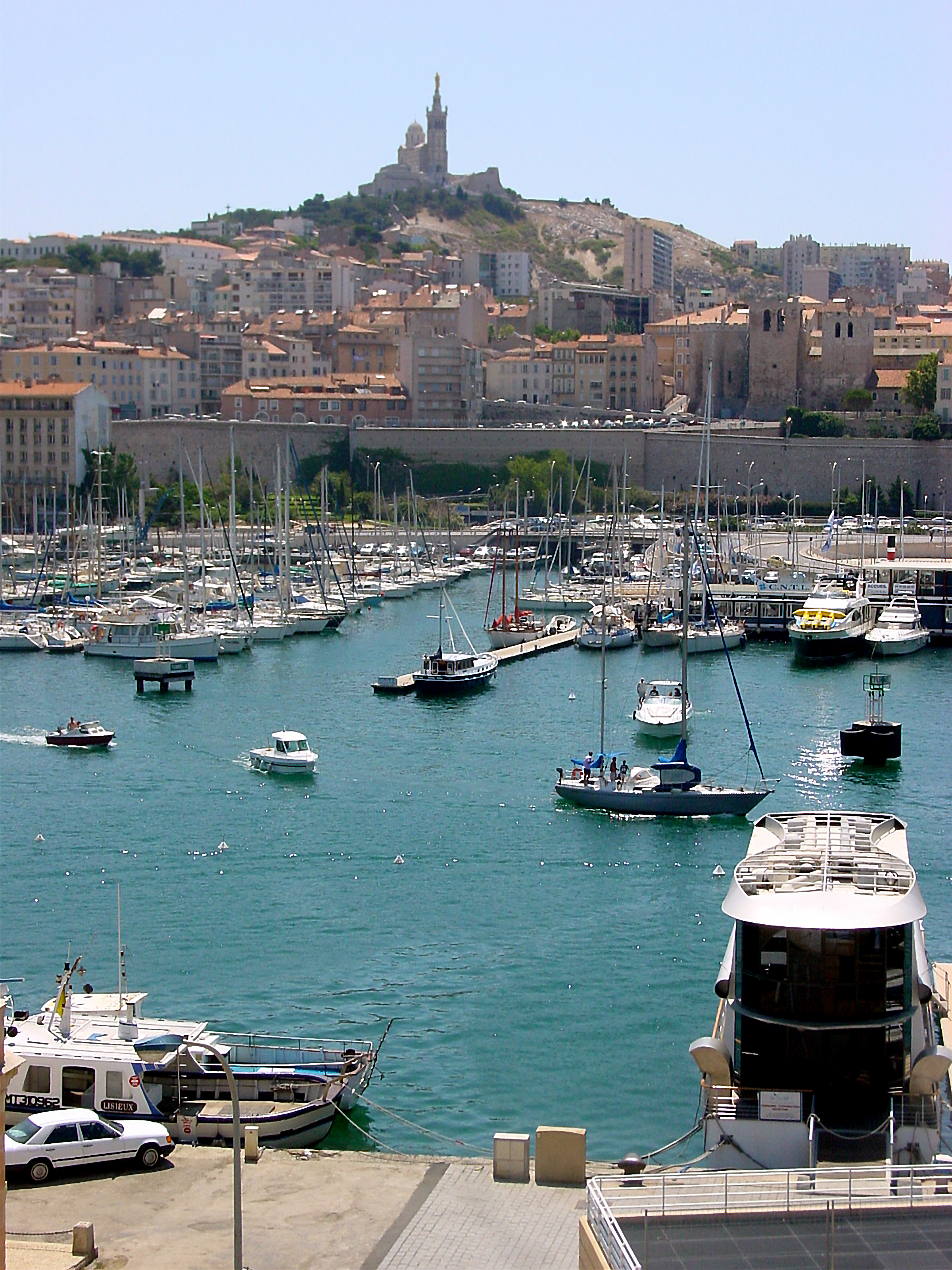
Puerto viejo de Marsella

Diversos yacimientos y estudios arqueológicos de diferentes asentamientos atestiguan la presencia humana de manera continua en Marsella desde la prehistoria. Las pinturas rupestres paleolíticas en la cueva submarina de Cosquer, cerca de la calanque de Morgiou, datadas entre el 27 000 y 19 000 a. C., atestiguan la presencia humana en el área de Marsella desde hace más de 30 000 años.[cita requerida] En el sitio arqueológico de la colina de Saint-Charles, ya en el centro urbano, se han hallado restos de viviendas y construcciones en ladrillo del neolítico, hacia el VI milenio a. C., periodo coincidente con el escenario de colonización por parte de pueblos navegantes-agricultores originarios del Mediterráneo oriental que introdujeron la agricultura, la ganadería, la alfarería y el trabajo del pulido de piedra desde entonces en el área de Marsella y del sur de Francia.
La fecha de su fundación el 600 a. C. como polis griega está dado por diferentes autores antiguos con variaciones y por hallazgos arqueológicos. Se desconoce la razón pero Justino y Aristóteles mencionan un mito fundacional sobre un casamiento entre el griego Protis (Euxenus) y la princesa local Giptis (Petta).
Según cuentan las crónicas de Tucídides, griegos de Focea, en la península de Anatolia, emprendieron la fundación del establecimiento comercial o emporion de Massalia (Μασσαλία) hacia el 600 a. C., si bien las circunstancias y la fecha precisa de la fundación de esta colonia siguen siendo imprecisas. Desde allí los griegos remontaron el Ródano hacia el nacimiento del Danubio, donde encontraron a las tribus celtas y comerciaron con ellas.
Los masaliotas fundaron otros asentamientos en la costa de la península ibérica como Emporion y Hemeroscopio. El culto en Massalia a Artemisa Efesia era destacado de manera que difundieron su culto en esas colonias posteriores e incluso la imagen de Artemisa que los romanos tenían en el monte Aventino había sido realizada tomando como modelo la de Artemisa que tenían los masaliotas. También había un santuario de Apolo Delfinio y un templo de Atenea con una xoana de madera de la diosa.
Massalia fue además el punto de partida para la propagación de la civilización helenística y su escritura entre los pueblos galos y del norte de Europa, que aprendieron a transcribir su propia lengua en caracteres griegos. El historiador Jean-Louis Brunaux dice que los druidas eran los principales beneficiarios de esta escritura para el comercio y la notación científica.
El desarrollo posterior de Massalia, que alcanzaría un importante número de habitantes y la categoría de polis (ciudad estado), la convirtieron en un puerto de referencia griego en Europa occidental, aliado más adelante, de la República Romana en sus disputas con etruscos, celtas y Cartago. La colonia griega prosperó gracias a su posición como puente de comercio entre Roma y los pueblos del interior de Galia, facilitando el intercambio de bienes manufacturados, esclavos y, particularmente, de vino cuya elaboración y cultivo en Marsella se remonta al siglo IV a. C., como han puesto de manifiesto las excavaciones en la colina de Saint-Charles con el hallazgo de los sustratos de viticultura más antiguos descubiertos en Francia. En el 49 a. C., como consecuencia de su apoyo al partido de Pompeyo el Grande en su enfrentamiento con Julio César, fue anexionada a Roma por este último tras vencer y capturar a su flota, adoptando el nombre latino de Massilia.
La administración romana respetó en provecho del desarrollo de la ciudad la fundación construida por los griegos, como atestiguan los yacimientos arqueológicos que muestran trabajos de ampliación, aportando también novedosas infraestructuras como el alcantarillado público, del que Massilia fue la primera villa en las Galias en ser equipada. Patria del célebre marino Piteas, Massilia estuvo gobernada por un consejo de 15 senadores elegidos entre los 600 del Senado, si bien, el control efectivo era ostentado por tres de ellos[cita requerida].
De acuerdo con la tradición católica, María Magdalena difundió el cristianismo en Provenza desde Massilia junto con Lázaro de Betania quien sería, según algunos autores, el primer obispo de la diócesis de Marsella. Del periodo de expansión cristiana se conserva el epitafio de los probables mártires Volusiano y Fortunato, considerada la más antigua de las inscripciones cristianas.

### Edad Media
Tras la descomposición del Imperio romano de Occidente en el siglo V, la ciudad pasó a ser gobernada por los visigodos, que la cedieron a los ostrogodos tras la batalla de Vouillé en 507, para evitar que cayera en manos de los francos, que sin embargo terminaron por ocuparla.
A principios del siglo VIII, la destrucción del reino hispano-visigodo por el Califato Omeya y la instauración del su poder en la península ibérica, inició un periodo de disputa por el control de Europa Occidental con Imperio carolingio, que afectó al desarrollo de Marsella y las demás villas francas de la costa mediterránea, principalmente en la primera mitad del siglo IX, con el fenómeno del hostigamiento de las rutas comerciales por la piratería. Marsella fue atacada y saqueada dos veces en aquel periodo por tropas musulmanas enviadas desde al-Ándalus, en 838 y 846. La decadencia económica se manifiesta en que durante todo el siglo X, Marsella no pudo ver confirmados sus privilegios municipales., pero fue recuperándose una vez integrada en las posesiones de los condes de Provenza. En 1262, la ciudad se rebeló bajo Hugues des Baux, hermano de Barral des Baux y Bonifacio VI de Castellana contra el mando de los angevinos pero fue sometida por Carlos de Anjou. En 1347, la ciudad fue uno de los focos de penetración en Europa de la devastadora epidemia de peste negra, por su condición de puerto, resultando muertos cerca de 50 000 de sus 90 000 habitantes. Todavía sin recuperarse del desastre demográfico, la ciudad es atacada y saqueada durante tres días en 1423 por la flota de Alfonso V de Aragón, en respuesta a las pretensiones de Luis III de Nápoles por recuperar el dominio de los territorios del sur de Italia.

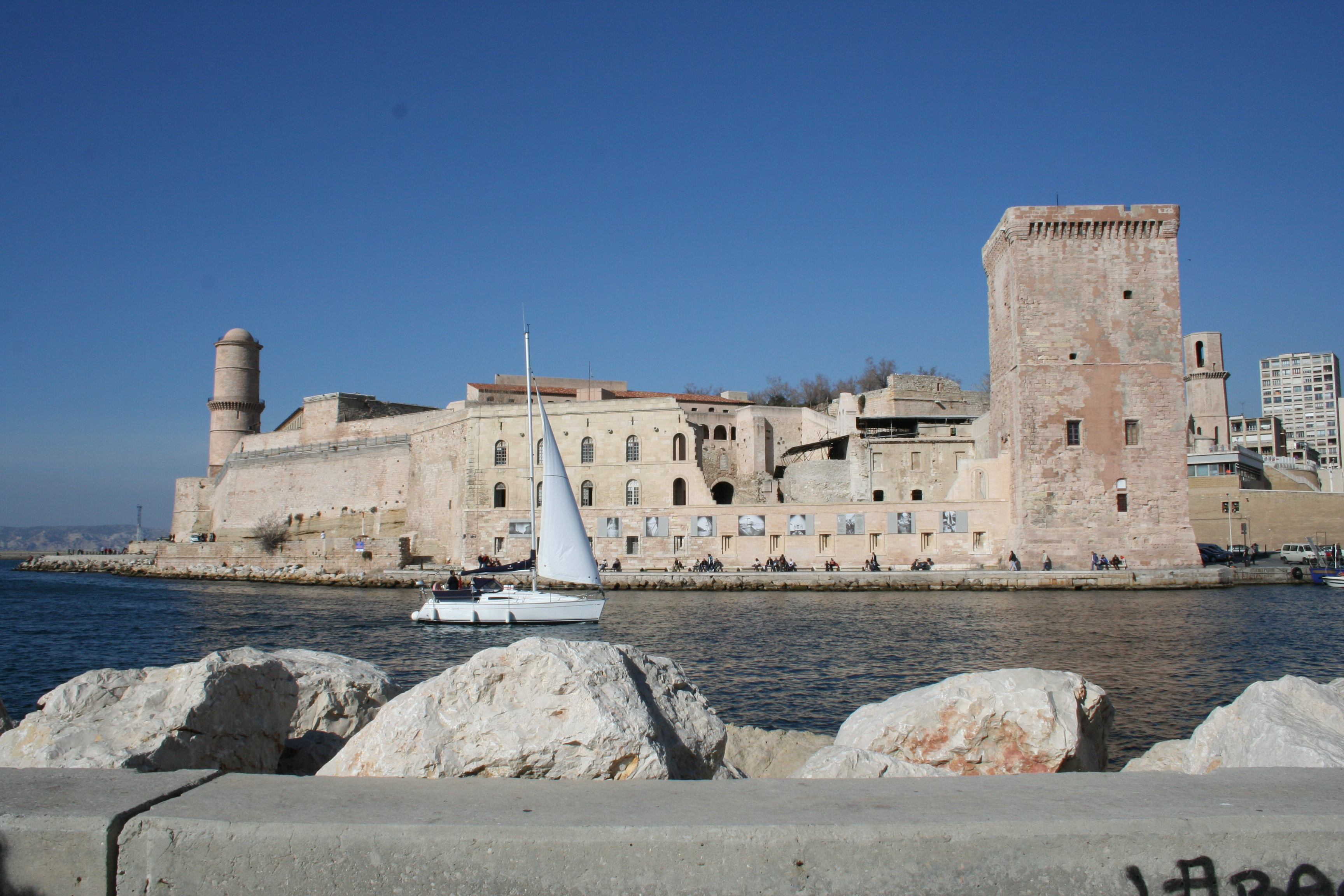
Torre de Renato I de Nápoles de mediados del, en el fuerte de Saint Jean

En 1437, Renato I de Nápoles, que sucedió a su padre Luis II de Nápoles como rey de Sicilia y duque de Anjou, llegó a Marsella y se estableció como uno de los más enriquecidos asentamientos fuera de París. Marsella fue luego usada por el duque de Anjou como una base marítima estratégica en la reconquista de su reino de Sicilia. El rey René, que deseaba dotar a la entrada del puerto con una sólida defensa, decidió construir sobre las ruinas de la antigua torre Maubert y establecer una serie de murallas que protegían el puerto. Jean Pardo, ingeniero, concibió los planes y Jehan Robert, albañil de Tarascon, llevó a cabo el trabajo. La construcción de las nuevas defensas de la ciudad tuvo lugar entre 1447 y 1453. El comercio floreció en Marsella también en este período como el gremio comenzó a establecer una posición de poder dentro de los comerciantes de la ciudad. Renato también fundó la Corporación de Pescadores.
Marsella se unió a la Provenza en 1481 y luego se incorporó al Reino de Francia al año siguiente, pero pronto adquirió una reputación de ciudad díscola frente al gobierno central.

### Renacimiento

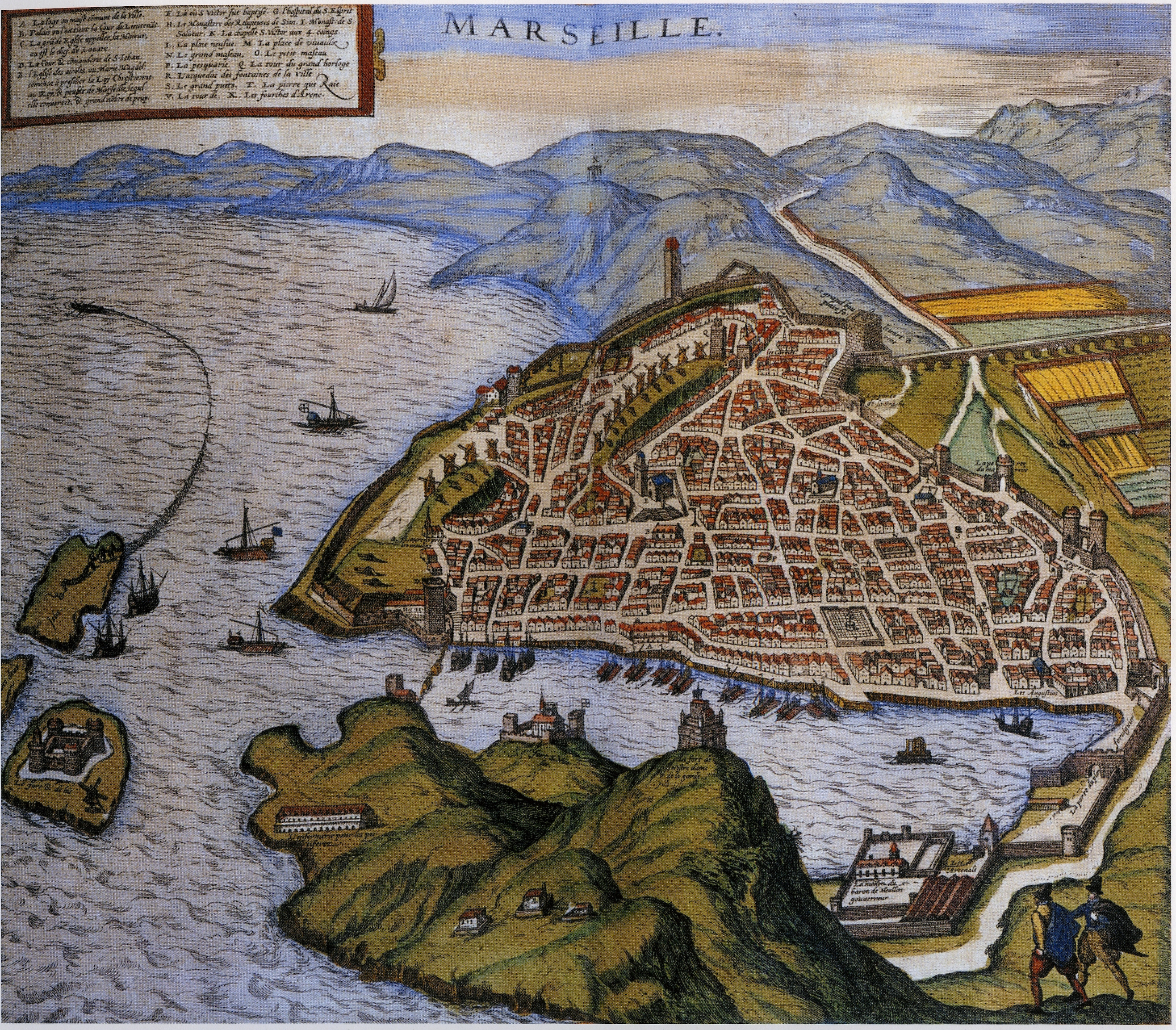
Marsella en 1575

Unos treinta años después de su incorporación, Francisco I visitó Marsella, atraído por su curiosidad para ver a un rinoceronte que el rey Manuel I de Portugal envió al papa León X; navío que naufragó tras abandonar la isla de If. Como resultado de esta visita, se construyó la fortaleza del castillo de If, lo que no bastó para impedir el asedio por el ejército del Sacro Imperio Romano unos años más tarde. Hacia el final del siglo XVI Marsella sufrió otro brote de la plaga, lo que contribuyó para que poco después se fundara el hospital del Hotel-Dieu. Un siglo más tarde el rey Luis XIV tuvo que acudir a Marsella al frente de su ejército, con el fin de anular el levantamiento local contra el gobernador. Como consecuencia de ello, los dos fuertes de San Juan y San Nicolás se levantaron por encima del puerto y se estableció en el puerto una gran flota.

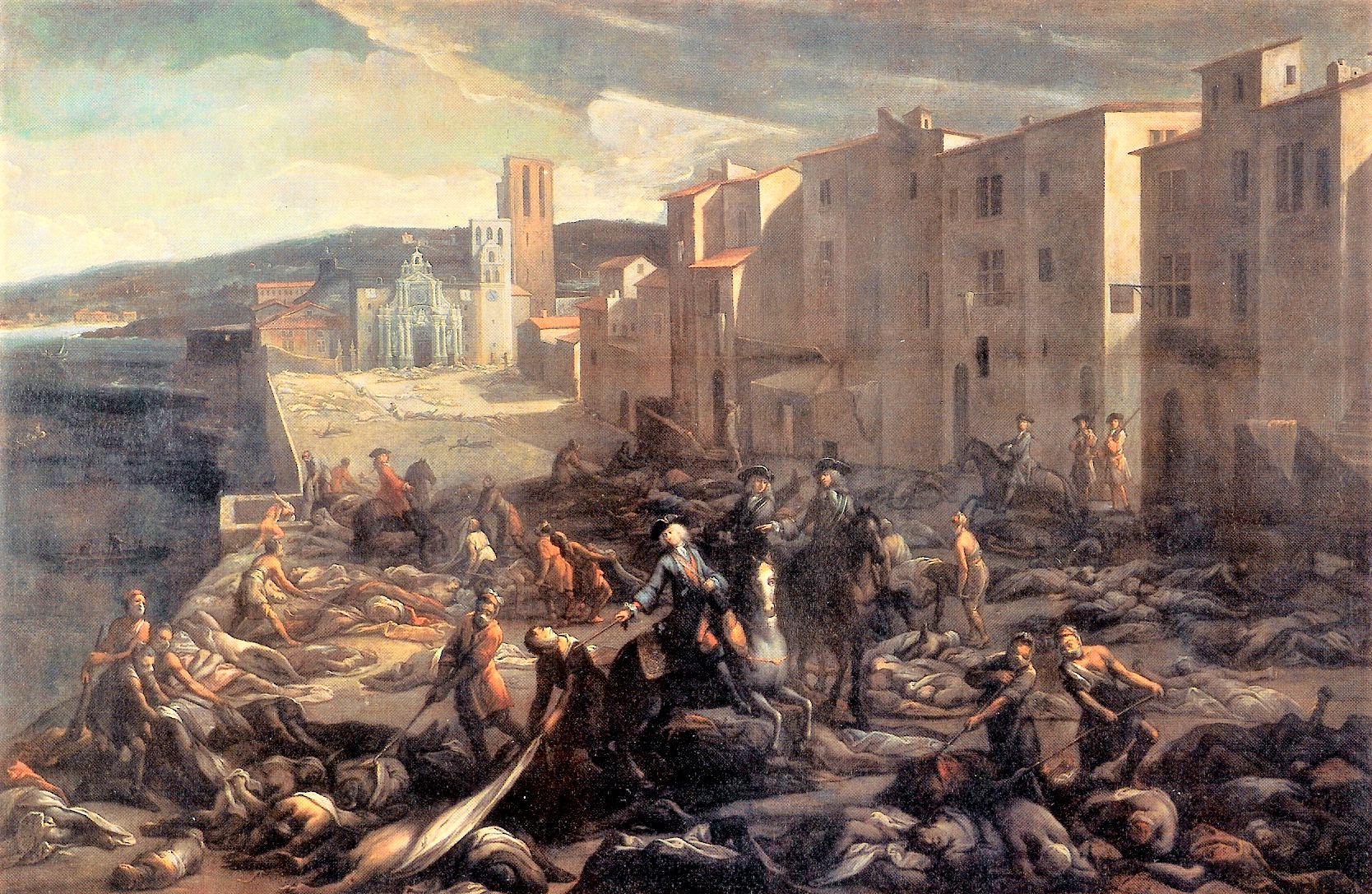
Peste de Marsella, último brote de la peste bubónica en Europa

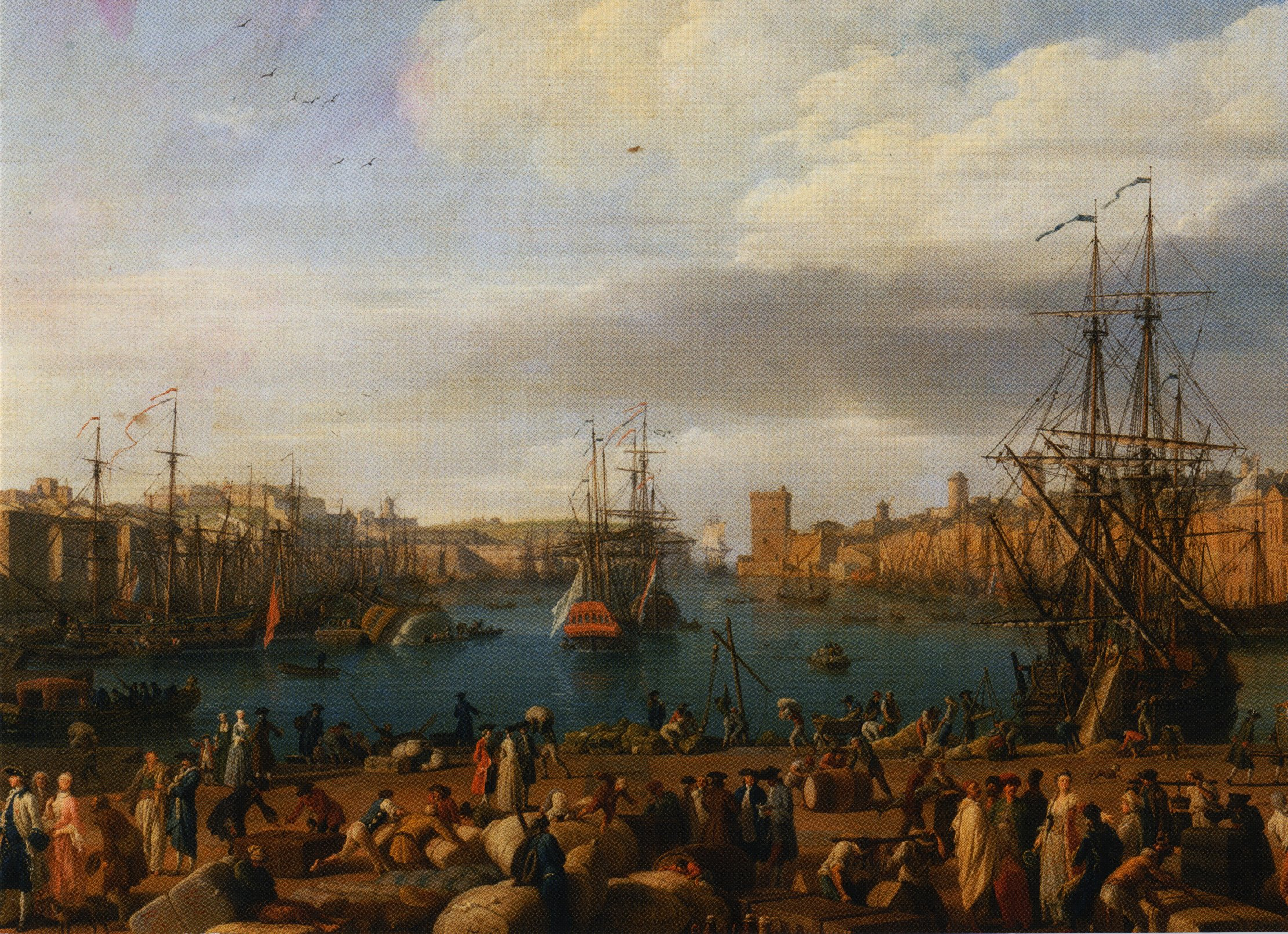
Intérieur du port de Marseille, de Joseph Vernet (1754)

### SiglosXVIIIyXIX
En el transcurso del siglo XVIII, se mejoraron las defensas del puerto y se hizo más importante como puerto militar en el Mediterráneo. En 1720, la Gran peste de Marsella, una variante de la Peste Negra, provocó 100 000 muertes en la ciudad y las provincias limítrofes.
Jean-Baptiste Grosson, notario real, escribió desde 1770 a 1791 el almanaque histórico de Marsella, Recueil des antiquités et des monumentos marseillais qui peuvent intéresser l'histoire et les arts, (Colección de antigüedades y monumentos de Marsella que pueden interesar a la historia y las artes), que durante mucho tiempo fue el principal recurso en la historia de los monumentos de la ciudad.
La población local abrazó con entusiasmo la Revolución francesa y 500 voluntarios marcharon a París en 1792 para defender al gobierno revolucionario. En su marcha de Marsella a París cantaban una canción, que pasó a ser conocida como La Marsellesa, hoy día convertido en el himno nacional de Francia.
Durante el siglo XIX las instalaciones portuarias se extendieron y se instalaron muchas fábricas, la ciudad fue un lugar de innovaciones industriales y de un crecimiento en la industria manufacturera. El aumento del Imperio francés y las conquistas de Francia desde 1830 en adelante (sobre todo en Argelia) estimularon el comercio marítimo y aumentaron la prosperidad de la ciudad. Las oportunidades marítimas también aumentaron con la apertura de los canales de Caronte (1863) y Rove (1911), comunicando el puerto marsellés con el estanque de Berre y el delta del río Ródano. Y especialmente significativa para el comercio marítimo fue la apertura del canal de Suez en 1869. Este período en la historia de Marsella se refleja en muchos de sus monumentos, como el obelisco napoleónico de Mazargues y el arco de triunfo real en d'Aix.

### SigloXX
Durante la primera mitad del siglo XX, Marsella celebró su estatus de comercio y puerto del Imperio a través de su condición colonial de 1906 a 1922, la monumental escalera en la estación de ferrocarril, glorifica las conquistas coloniales francesas. En 1934, Alejandro I de Yugoslavia arribó al puerto para reunirse con el ministro de Asuntos Exteriores francés Louis Barthou, pero fue asesinado allí por Vlada Georgieff.

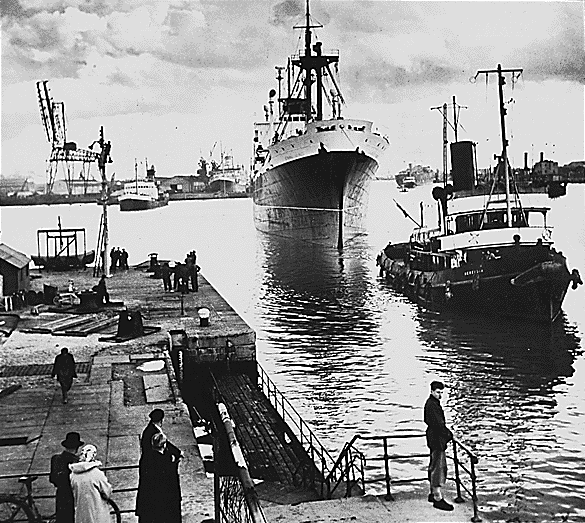
Puerto marsellés tras la Segunda Guerra Mundial

Durante la Segunda Guerra Mundial, fue ocupada por la Wehrmacht entre noviembre de 1942 y agosto de 1944 y sufrió graves destrozos. Una gran parte del casco antiguo de la ciudad fue dinamitado en un proyecto masivo de limpieza, con el fin de reducir las posibilidades de ocultar a miembros de la resistencia que operaban en los edificios antiguos de gran densidad de población. Los gobiernos de Alemania Oriental, Alemania Occidental e Italia pagaron masivas reparaciones, más los intereses compuestos, para compensar a los civiles muertos, heridos o que quedaron sin hogar o en la indigencia como consecuencia de la guerra y para la reconstrucción de la ciudad.
A partir de la década de 1950, la ciudad sirvió como puerto de entrada a Francia para más de un millón de inmigrantes. En 1962 hubo una gran afluencia después de la independencia de Argelia, que incluyó unos 150 000 pieds-noirs. Muchos de los inmigrantes han permanecido y han dado a la ciudad un vibrante barrio africano con un gran mercado.

## Geografía
El territorio de Marsella forma una especie de anfiteatro, abierto al mar hacia el oeste, mientras al norte lo cierra el macizo montañoso y puerto pintoresco de l'Estaque (inmortalizado por el pintor Cézanne) y el macizo de l'Étoile, al este Garlaban, al sureste Saint-Cyr y el mont Puget, al Sur el macizo de Marseilleveyre, tras el cual se inicia el de les Calanques, con grandes acantilados y sus pequeñas calas de gran belleza. La ciudad se extiende en una franja de 57 km a lo largo del Mediterráneo y cerca de la mitad de la superficie comunal está en territorio natural no urbanizable.

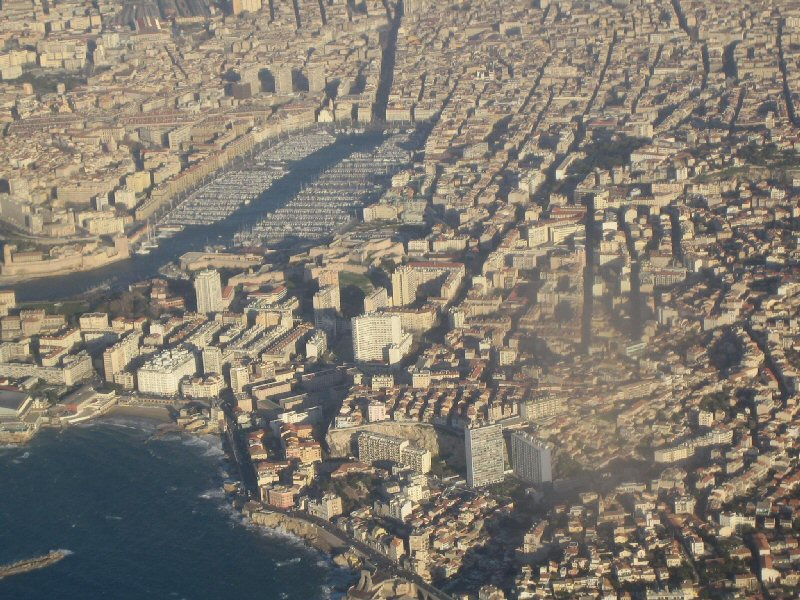
El Puerto Viejo de Marsella a vista de pájaro.

Esto hace de ella una de las ciudades menos densamente pobladas de Francia. La ciudad ha ido creciendo alrededor del antiguo puerto griego, llamado Le Vieux-Port (El Viejo Puerto), particularmente en el transcurso de la segunda mitad del siglo XIX. De hecho, Marsella ha presenciado un importante desarrollo en esta época, estimulado además por el comercio hacia el nuevo imperio colonial francés: Argelia, Levante y el lejano Oriente. La calle de la República es un ejemplo de este urbanismo del segundo Imperio con su estilo haussmaniano. Volcada hacia el mar, la ciudad ha ignorado durante tiempo su pasado provenzal cuya única vía de comunicación ha sido el valle de l'Huveaune.

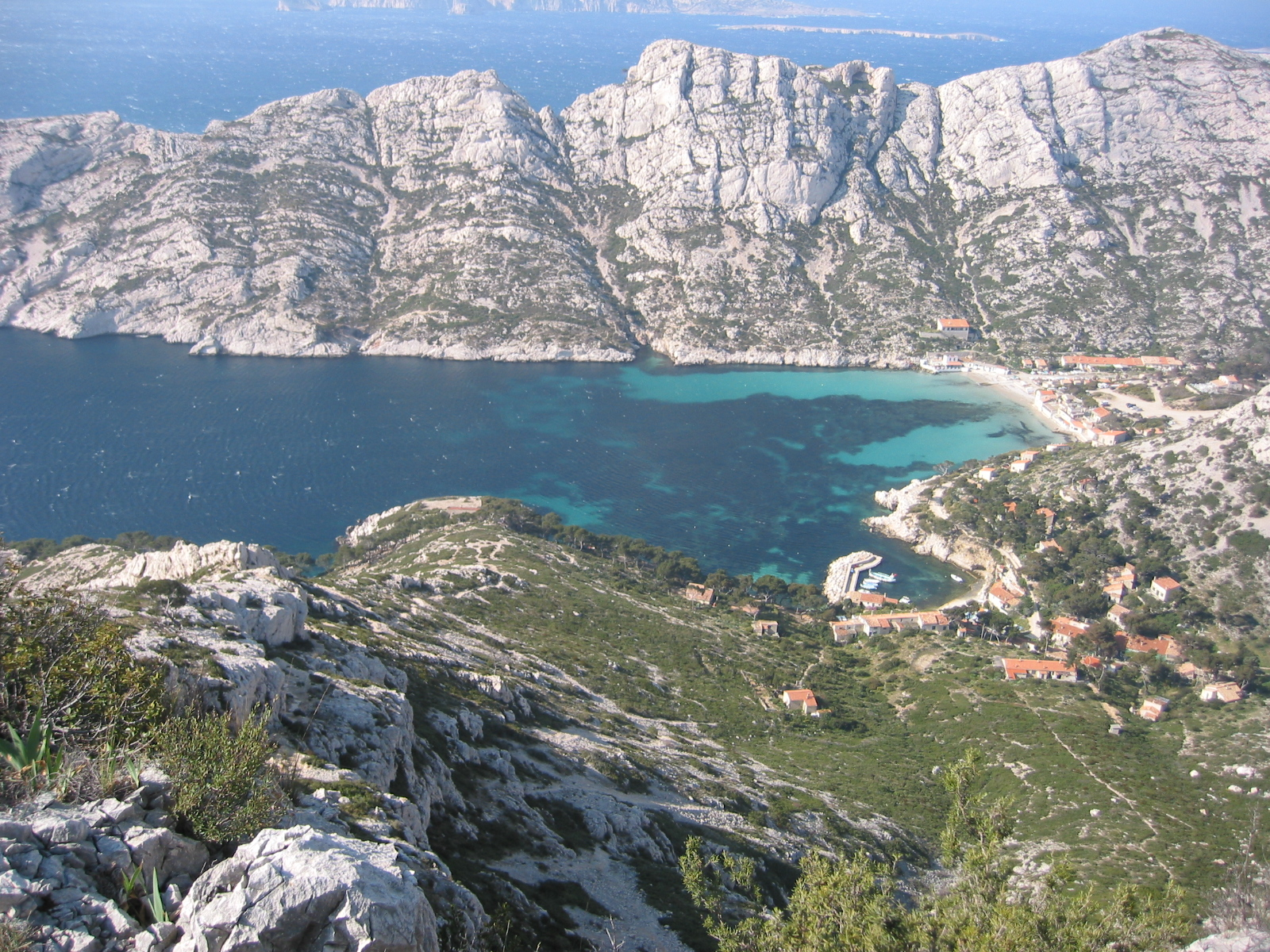
La Calanque de Sormiou es una de las calas más grandes entre Marsella y La Ciotat.

Sin embargo, la ciudad ha sufrido ciertos cambios a lo largo de su historia. El desarrollo urbano ha girado siempre en torno al Viejo Puerto, situado en la cala del Lacydon donde fue fundada en el año 600 a. C. por marineros griegos procedentes de Focea, en Asia Menor. La antigua ciudad de Massalia amplió su área comercial implantando diversas fabricaciones en Hyères/Olbia, Antibes y Niza. Históricamente, la urbe fue creciendo paulatinamente de la orilla norte del puerto hacia el sur, lo que no evitó que en el siglo XVII, Luis XIV ordenase una importante reestructuración urbanística. El monarca amplió la ciudad hacia el sur y construyó el arsenal de Galères. Además, durante su reinado, el crecimiento de Marsella se desborda hasta sobrepasar la Canebière (la arteria principal de la ciudad) y se diseñan amplios bulevares y calles rectas donde se edifican imponentes casas particulares. A su vez, se ordena la inmediata construcción de dos fortalezas que velan la entrada del puerto y que se convertirán, con el paso del tiempo, en monumentos imprescindibles de la ciudad: el fuerte de San Nicolás en la orilla sur y el fuerte de San Juan en la orilla norte.
Sería ya, en el siglo XIX, cuando Marsella adopta su imagen y diseño actuales. Se completan importantes obras a nivel de urbanismo moderno y de arquitectura, completándose con el nuevo puerto de Joliette, nuevos y amplios bulevares fundamentales de la ciudad como la actual calle de la República y edificios históricos del calibre de la basílica Notre-Dame de la Garde, el palacio de la Bolsa, el palacio Longchamp, la Prefectura, el palacio de las Artes o la catedral de la Nueva Mayor. Durante el siglo XXI, la ciudad se ha introducido de lleno en un nuevo programa de rehabilitación conocido como Euroméditerranée, creado en 1996. Este proyecto persigue una constante y remodelada ordenación urbana que respeta y trata de rehabilitar el casco antiguo de Marsella conjugándolo con construcciones más modernas y vanguardistas, siempre en armonía con la imagen de la ciudad.
Muy conocida en la zona es Cassis, a las afueras de la ciudad y donde se encuentran las bellas Les Calanques, las calas de Marsella. Suelen realizarse excursiones marítimas que cruzan el archipiélago de Frioul para llegar a Callelongue, la más grande e importante de las calas. El resto (Mounine, Podestat, La Polidette y Queyrons) son muy pequeñas y de muy difícil acceso, ya que bordean los peligrosos cortantes del Massif de Marseilleveyre. Frente a estas diminutas calas se erigen multitud de islas rocosas, como la isla de Riou.

### Clima
El clima de Marsella es mediterráneo, con suaves y húmedos inviernos y calurosos y secos veranos. En general, el año climatológico en la ciudad suele ser suave, ya que los meses más fríos, enero y febrero, registran temperaturas de unos 11 °C, mientras que los meses más cálidos suelen ser julio y agosto, con temperaturas medias cercanas a los 30 °C. Uno de los vientos que azota con fuerza Marsella es el mistral, potente y frío, se gesta en los Alpes y hace su aparición, fundamentalmente, en otoño. Menos frecuente, aunque no por ello improbable, es el siroco, un viento procedente del desierto del Sáhara.
La ciudad es una de las más soleadas de Francia, y es que goza de una media de 2897 horas de sol al año. En cuanto a las precipitaciones, se reparten con cierta uniformidad a lo largo del año, aunque la época más lluviosa es el otoño.
| Parámetros climáticos promedio de Marsella-Marignane (Aeropuerto de Marsella-Provenza), normales 1991–2020, extremos 1921–presente | Parámetros climáticos promedio de Marsella-Marignane (Aeropuerto de Marsella-Provenza), normales 1991–2020, extremos 1921–presente | Parámetros climáticos promedio de Marsella-Marignane (Aeropuerto de Marsella-Provenza), normales 1991–2020, extremos 1921–presente | Parámetros climáticos promedio de Marsella-Marignane (Aeropuerto de Marsella-Provenza), normales 1991–2020, extremos 1921–presente | Parámetros climáticos promedio de Marsella-Marignane (Aeropuerto de Marsella-Provenza), normales 1991–2020, extremos 1921–presente | Parámetros climáticos promedio de Marsella-Marignane (Aeropuerto de Marsella-Provenza), normales 1991–2020, extremos 1921–presente | Parámetros climáticos promedio de Marsella-Marignane (Aeropuerto de Marsella-Provenza), normales 1991–2020, extremos 1921–presente | Parámetros climáticos promedio de Marsella-Marignane (Aeropuerto de Marsella-Provenza), normales 1991–2020, extremos 1921–presente | Parámetros climáticos promedio de Marsella-Marignane (Aeropuerto de Marsella-Provenza), normales 1991–2020, extremos 1921–presente | Parámetros climáticos promedio de Marsella-Marignane (Aeropuerto de Marsella-Provenza), normales 1991–2020, extremos 1921–presente | Parámetros climáticos promedio de Marsella-Marignane (Aeropuerto de Marsella-Provenza), normales 1991–2020, extremos 1921–presente | Parámetros climáticos promedio de Marsella-Marignane (Aeropuerto de Marsella-Provenza), normales 1991–2020, extremos 1921–presente | Parámetros climáticos promedio de Marsella-Marignane (Aeropuerto de Marsella-Provenza), normales 1991–2020, extremos 1921–presente | Parámetros climáticos promedio de Marsella-Marignane (Aeropuerto de Marsella-Provenza), normales 1991–2020, extremos 1921–presente |
| Mes | Ene. | Feb. | Mar. | Abr. | May. | Jun. | Jul. | Ago. | Sep. | Oct. | Nov. | Dic. | Anual |
| --- | --- | --- | --- | --- | --- | --- | --- | --- | --- | --- | --- | --- | --- |
| Temp. máx. abs. (°C) | 19.9 | 22.5 | 25.4 | 29.6 | 34.9 | 39.6 | 39.7 | 39.2 | 34.3 | 30.4 | 25.2 | 20.7 | 39.7 |
| Temp. máx. media (°C) | 11.8 | 12.8 | 16.4 | 19.3 | 23.5 | 27.9 | 30.7 | 30.5 | 25.9 | 21.3 | 15.7 | 12.4 | 20.7 |
| Temp. media (°C) | 7.7 | 8.3 | 11.4 | 14.3 | 18.4 | 22.5 | 25.2 | 24.9 | 20.9 | 17.0 | 11.7 | 8.4 | 15.9 |
| Temp. mín. media (°C) | 3.6 | 3.7 | 6.5 | 9.4 | 13.3 | 17.2 | 19.7 | 19.4 | 15.9 | 12.6 | 7.7 | 4.4 | 11.1 |
| Temp. mín. abs. (°C) | -12.4 | -16.8 | -10.0 | -2.4 | 0.0 | 5.4 | 7.8 | 8.1 | 1.0 | -2.2 | -5.8 | -12.8 | -16.8 |
| Precipitación total (mm) | 47.1 | 29.8 | 29.5 | 51.6 | 37.7 | 27.9 | 10.8 | 25.8 | 82.0 | 73.3 | 75.9 | 40.9 | 532.3 |
| Días de precipitaciones (≥ 1.0 mm)                                                                                                 | 5.1 | 4.6 | 4.2 | 5.8 | 4.4 | 2.8 | 1.4 | 2.7 | 4.8 | 5.9 | 7.0 | 4.7 | 53.5 |
| Días de nevadas (≥ 1 mm) | 0.9 | 0.5 | 0.0 | 0.0 | 0.0 | 0.0 | 0.0 | 0.0 | 0.0 | 0.0 | 0.3 | 0.2 | 1.9 |
| Horas de sol | 147.9 | 173.1 | 234.7 | 250.8 | 298.6 | 337.8 | 372.2 | 333.8 | 263.7 | 196.1 | 150.8 | 138.1 | 2897.6 |
| Fuente: Météo France | | | | | | | | | | | | | |

## Demografía
Después de una grave crisis en los años 1970 y los 1980, la población de Marsella pasó de 900 000 a 800 000 habitantes. Las autoridades francesas y el Estado francés decidieron lanzar en 1990 y 2000 un vasto programa de rehabilitación urbana, con el importante programa Euromediterráneo, entre la estación Saint-Charles, la Belle-de-Mai y los antiguos puertos. La ciudad quiere aunar Europa y el Mediterráneo. Hoy, con más de 800 000 habitantes, constituye la tercera unidad urbana de Francia después de París con 1 418 481 habitantes (2006), incluyendo Aix-en-Provence al norte, Martigues al oeste y Saint-Zacharie en el departamento de Var al este. Marsella ha inaugurado en 1999 el Parque del XXVI centenario, en el sur de la ciudad, para conmemorar aquel aniversario.
| Gráfica de evolución demográfica de Marsella entre 1800 y actualidad |
|                                                                      |
| Fuente INSEE                                                         |

### Inmigración
Al tratarse de uno de los puertos más importantes del mar Mediterráneo, Marsella ha sido ciudad de paso para muchas embarcaciones internacionales y convirtió a la ciudad en una urbe muy cosmopolita. A finales del siglo XVIII, aproximadamente la mitad de la población era extranjera, de fuera u otro sitio, región o país, cuyos núcleos principales venían de Italia (Génova y el Piamonte), España y Grecia.
Griegos e italianos llegaron a la ciudad a finales del siglo XIX y durante la primera mitad del XX, siendo, durante esta época, el 40 % de la población de origen italiano. Otros grupos de distintas nacionalidades que arribaron a Marsella durante el pasado siglo fueron los rusos, en 1917, los armenios, en 1915 y 1923, los españoles tras la guerra civil de 1936, inmigrantes procedentes del Magreb durante el período que comprendieron las dos grandes guerras mundiales, y los pieds-noirs procedentes de las colonias francesas de Argelia y Comoras. En 2006, la minoría étnica más importante de la ciudad, a nivel de número de habitantes, eran los magrebíes (especialmente argelinos) que constituían 70 000 habitantes. La segunda minoría más amplia eran los procedentes de las Comoras (45 000 habitantes).
Actualmente, un tercio de la población total marsellesa es de origen italiano, el país más representado de la ciudad muy parejo incluso con la nacionalidad francesa nativa. Además, cuenta con el mayor número de corsos y armenios del país. Otras comunidades importantes de la ciudad son los árabes del norte de África y bereberes (25 % de la población total), turcos, comoranos, chinos y vietnamitas.
En 2014, el Instituto Nacional de Estadística (INSEE, por sus siglas en francés) publicó un estudio el jueves, según el cual se ha duplicado el número de inmigrantes españoles, portugueses, italianos, rumanos y polacos en el sur de Marsella entre 2009 y 2012.
De acuerdo con el Instituto Francés, este incremento resultante de la crisis financiera que afectó a varios países europeos en ese período, ha hecho subir el número de europeos instalados en el sur de Marsella. Las estadísticas sobre los inmigrantes españoles en Francia muestran un crecimiento del 107 % entre 2009 y 2012, es decir, en este período pasó de 5300 a 11 000 personas.

### Religión

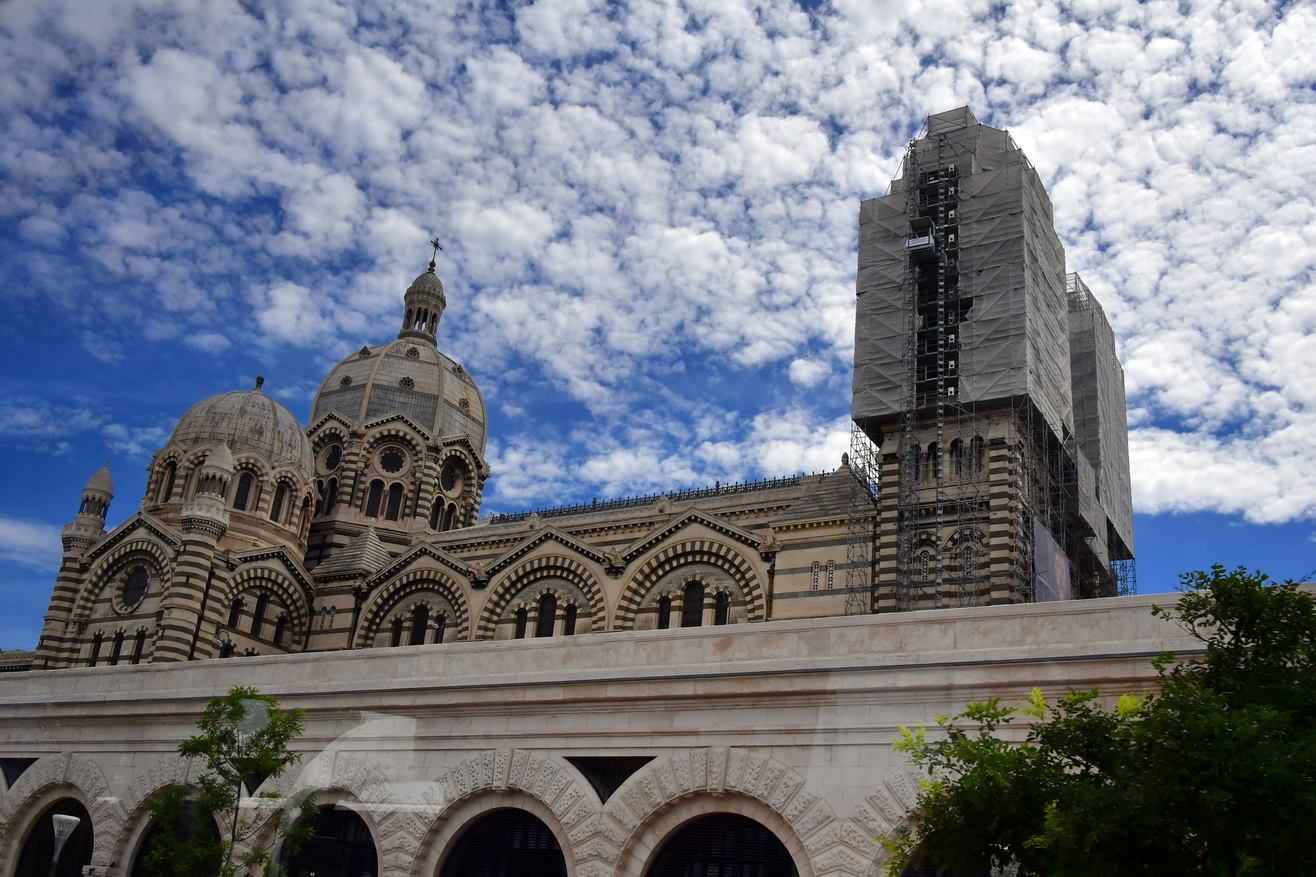
Cathédrale La Major

La mayor parte de la población de Marsella se declara católica (600 000). El resto de religiones que cuenta con más fieles son el islam (entre 150 000 y 200 000), la Iglesia apostólica armenia (80 000), el judaísmo (80 000, siendo Marsella la tercera ciudad con mayor población judía de Europa), el protestantismo (20 000), la Iglesia ortodoxa (10 000) y el budismo (3000).

## Economía

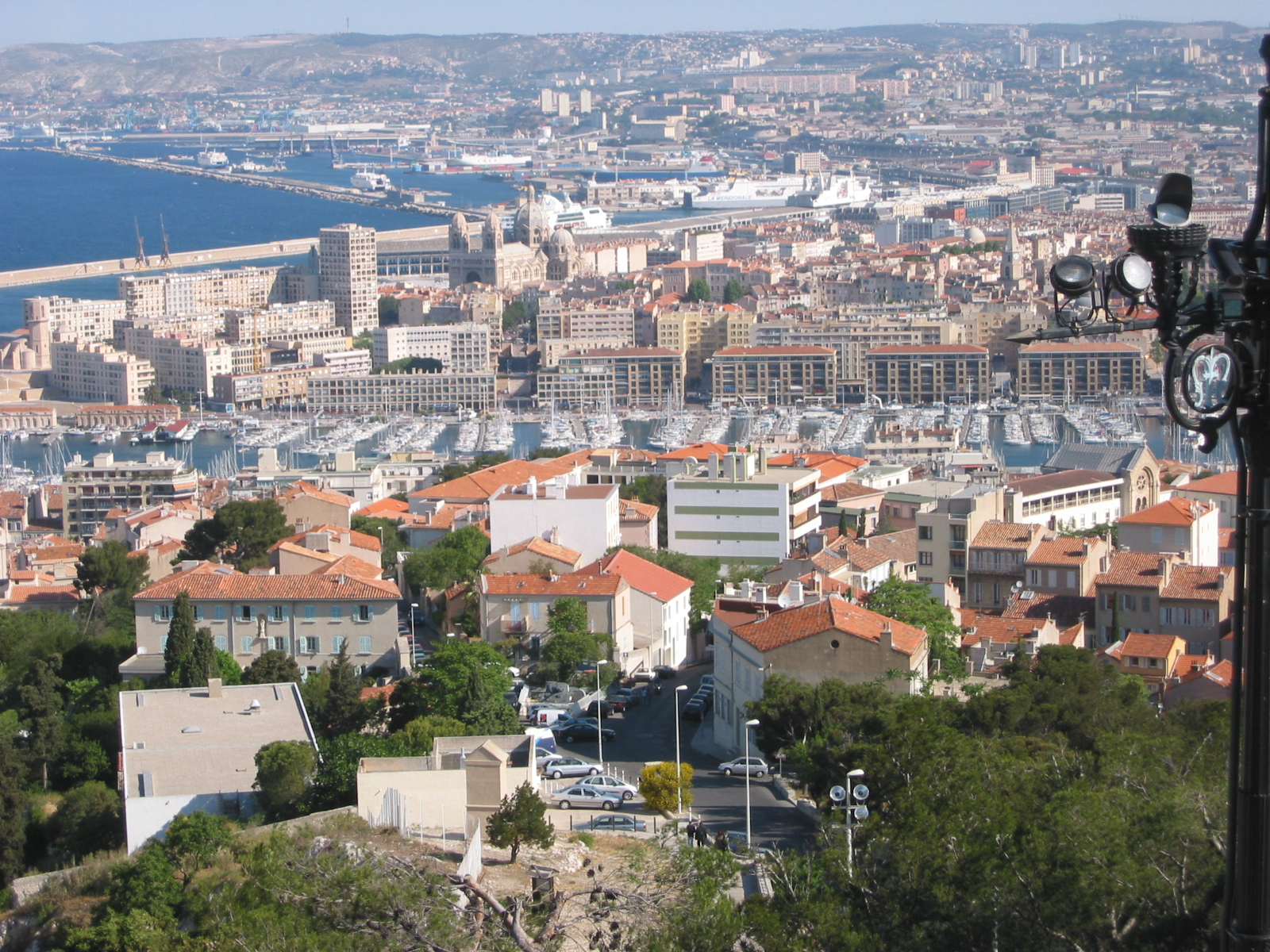
En primer plano el Vieux Port, al fondo el Port Autonome de Marsella.

Tradicionalmente, la economía de Marsella ha estado ocupada en ser el puerto del Imperio francés, conectando las colonias francesas del norte de África como Argelia, Marruecos y Túnez con el pueblo de Francia. Actualmente, el viejo puerto es uno de los principales atractivos para el turismo, que a su vez es una de las principales fuentes de ingresos de la ciudad, ya que en él existen multitud de cafés, bares y hoteles. La pesca aún sigue siendo fundamental en la economía local y, por supuesto, en la gastronomía marsellesa. Pese a la variedad de la oferta culinaria de la ciudad, las capturas frescas del día son un reclamo muy importante en los restaurantes, bares y terrazas de la localidad.
La economía de Marsella, hoy en día, está dominada por el Nuevo Puerto, perpendicular al Viejo. Un puerto de contenedores comerciales y de transporte hacia el Mediterráneo. La mayor parte del transporte que pasa por el puerto está relacionado con el petróleo, convirtiendo a Marsella en puerto más importante en Francia en este transporte y el tercero de Europa. Sin embargo, este crecimiento se está viendo frenado por los constantes ataques y la conciencia social respecto al petróleo.

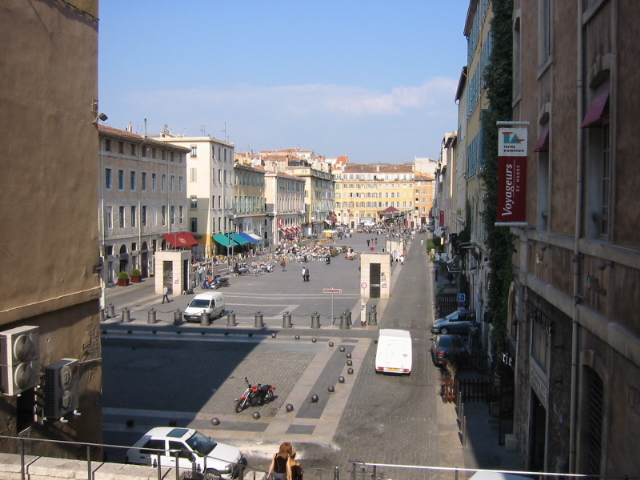
Turismo en Marsella, uno de los focos económicos más importantes de la ciudad.

Marsella es un importante centro de comercio e industria de Francia, con una excelente infraestructura como carreteras, puerto y aeropuerto. El Marseille Provence Métropole es el lugar donde tienen su sede cientos de compañías, la mayoría de ellas pequeñas empresas. Entre las más importantes destacan CMA CGM, la tercera compañía mundial en el transporte de contenedores; el Grupo Eurocopter, uno de los principales fabricantes de helicópteros; y la corporación EADS.
Recientemente, la ciudad ha experimentado una notable mejoría en el sector servicios. Pero, pese a que ha superado la crisis en la que se vio inmersa durante la década de 1970, Marsella aún está lejos de las grandes economías de París o de las regiones industriales del noreste de Francia. También es cierto que la ciudad fue galardonada con el premio a la ciudad más dinámica de Francia, concedido por el diario financiero L'Expansion, ya que desde el 2000, cerca de 7200 compañías han sido creadas en la ciudad.
La ciudad está unida al río Ródano por un canal y posee grandes instalaciones para el transporte aéreo y por ferrocarril: en las cercanías se encuentra el gran puerto petrolero de Fos-sur-Mer, que se desarrolló a partir de la década de 1960. En la industria del área metropolitana de Marsella predominan el hierro y el acero, los productos químicos, los productos de plástico y metal, los barcos, el petróleo refinado, los materiales para la construcción, el alcohol, los productos de la industria alimentaria y la industria aeronaval.

## Administración

Los sectores y distritos de Marsella

Marsella está dividida en 16 distritos municipales, que a su vez se dividen en quartiers (111 en total). Los distritos son reagrupados en parejas formando 8 sectores y cada sector cuenta con su propio consejo y su cámara municipal.
Las elecciones municipales se llevan a cabo por sectores. Hay 303 concejales en total, dos tercios son concejales en los sectores y un tercio en el gobierno municipal. Número de concejales elegidos por sector:
| Sector                      | 1  | 2  | 3  | 4  | 5  | 6  | 7  | 8  | Total |
| --------------------------- | -- | -- | -- | -- | -- | -- | -- | -- | ----- |
| Concejales sector           | 22 | 16 | 22 | 30 | 30 | 26 | 32 | 24 | 202   |
| Concejales municipales      | 11 | 8  | 12 | 13 | 15 | 13 | 16 | 12 | 100   |
| Total de oficiales elegidos | 33 | 24 | 33 | 42 | 45 | 39 | 48 | 36 | 303   |

## Cultura

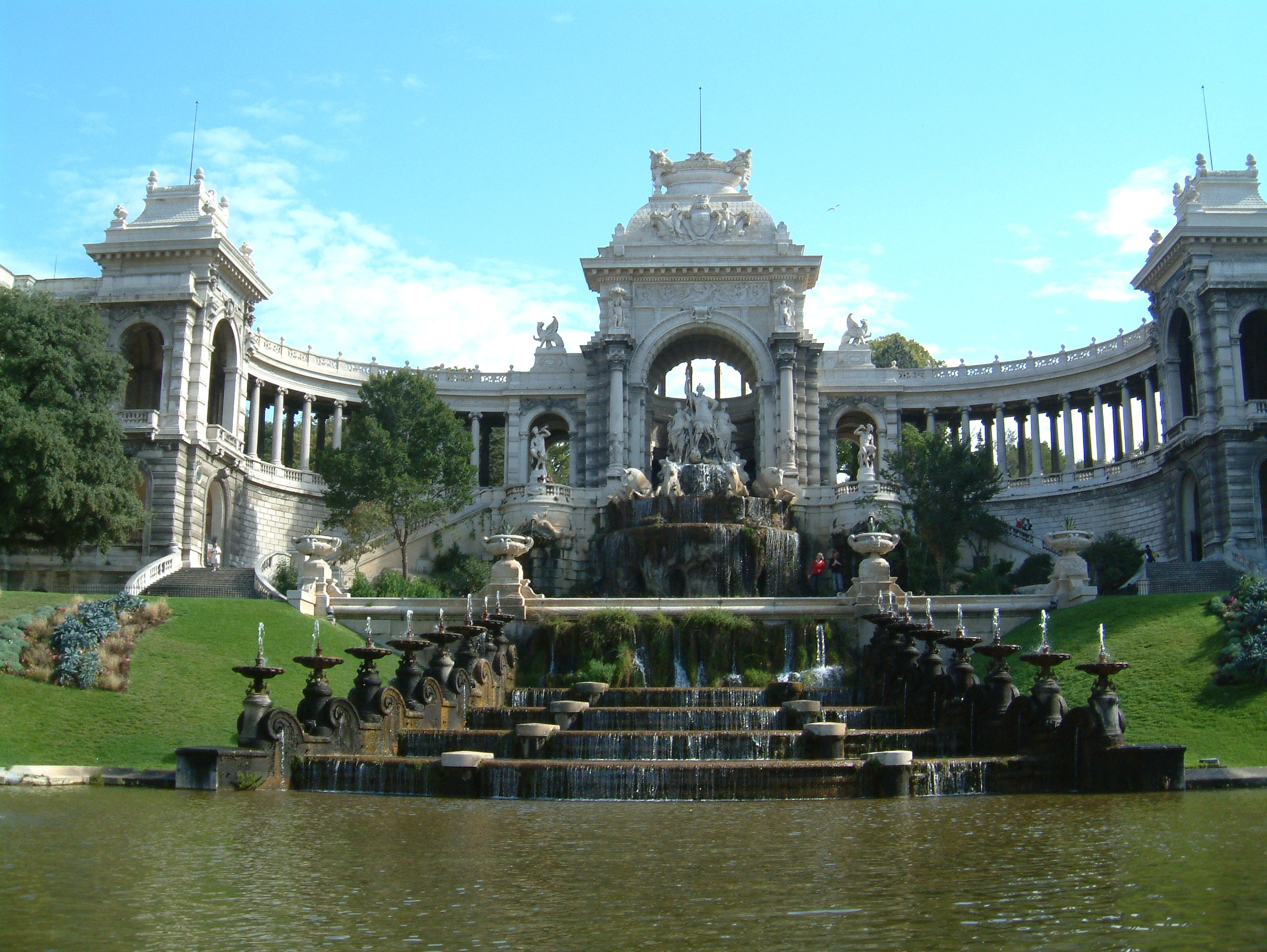
Palais Longchamp, con el Museo de Bellas Artes a la izquierda y el muséum a la derecha

Entre las instituciones culturales y educativas de la ciudad destacan las universidades de Aix-Marseille I y II (1970). La elegante Ópera de Marseille, construida en 1787 y donde han actuado, por ejemplo, Alfredo Kraus, Plácido Domingo y Renata Scotto. Entre sus hijos ilustres destaca el imaginero y escultor barroco Antoine Duparc.
La ciudad destaca, también, por ser una de las capitales más importantes del hip hop europeo. Es también el lugar de nacimiento y trabajo del cineasta Robert Guédiguian, de cuyas obras, Marius y Jeanette, le valió varios premios y una buena crítica internacional.
Marsella presentó su candidatura para ser Capital Europea de la Cultura en 2013, y fue elegida. Para ello tenía que vencer a otras ciudades candidatas francesas y eslovacas. Entre las ciudades francesas figuraban Lyon, Saint-Étienne, Niza, Burdeos, Estrasburgo y Toulouse. La propuesta de Marsella es la cultura, el conocimiento y el arte, tanto en la vida como en la ciudad, bajo el lema "Marsella, ciudad de importantes mezclas culturales."

### Museos

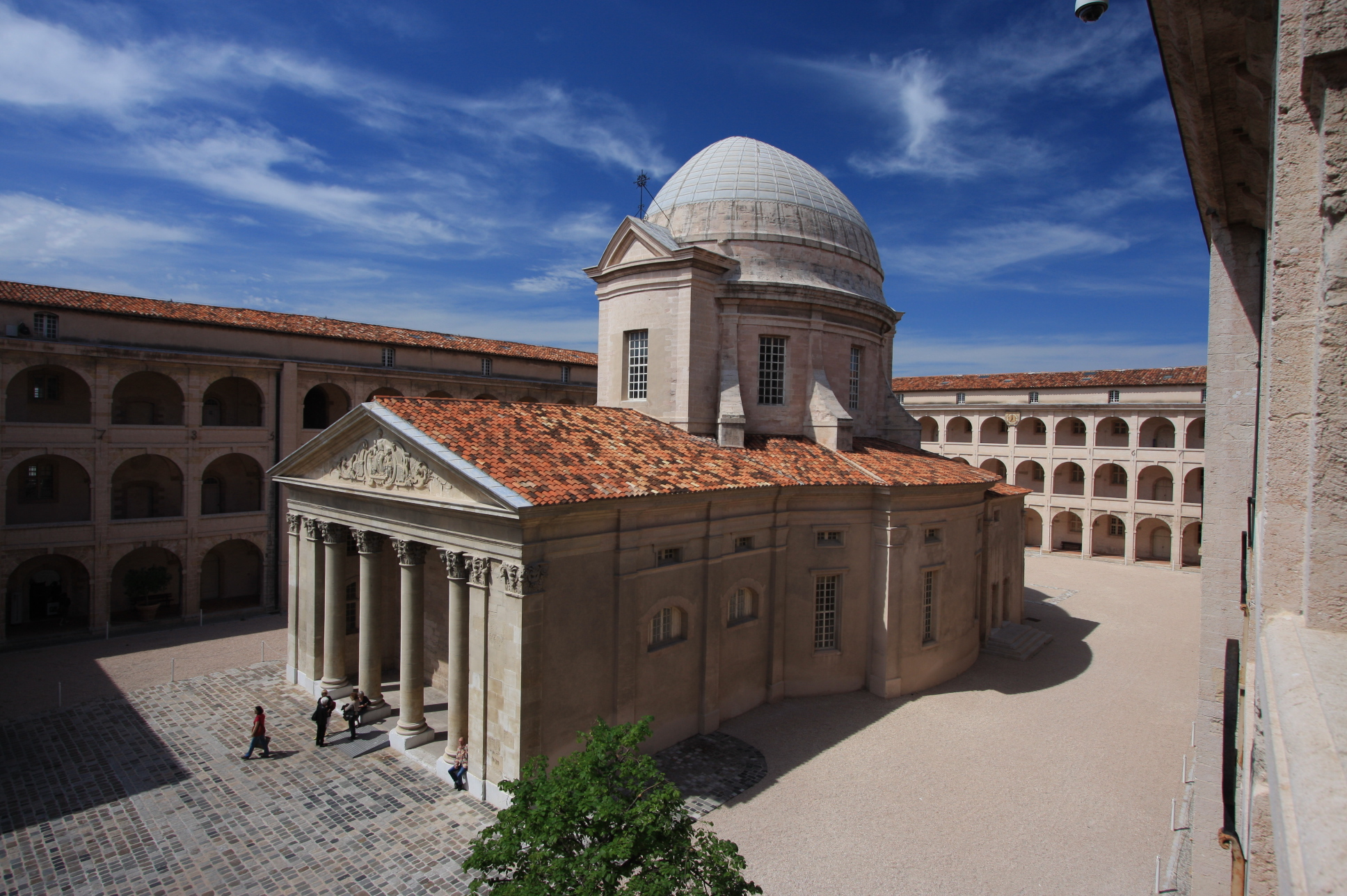
El patio interior del hospicio de La Vieille Charité que alberga el Museo de arqueología mediterránea

Marsella cuenta con veintiséis museos, además del Préau des Accoules, el número más grande de museos en el país después de París:
- museo de las civilizaciones de Europa y del Mediterráneo (MuCEM), situado en el Fort Saint-Jean, es un museo nacional creado en 2013 y es el museo más visitado de la ciudad, habiendo recibido más de dos millones de personas en 2013;[35]
- museo de historia de Marsella que narra la historia de la ciudad desde su fundación hasta la actualidad y alberga el Jardín de los Vestigios; tiene una gran cantidad de restos de la presencia griega y romana en la ciudad;
- museo de arqueología mediterránea y el museo de artes africanas, oceánias y amerindias, situados en la Vieille Charité;
- museo de los muelles romanos
- Cabinet de las Monedas y Medallas;
- Museo de historia natural y el museo de bellas artes, situados en el Palais Longchamp;
- museo Grobet-Labadié situado en alto del bulevar Longchamp.
- fundación Monticelli, en el fortín de Corbières, en el Estaque;
- museo de Artes decorativas, de la Faïence y de la Moda situado en el château Borély;
- museo Cantini, junto al Palacio de Justicia, un museo de arte moderno que presume de tener algunas obras de Picasso;
- museo de arte contemporáneo;
- Frac Provence-Alpes-Côte d'Azur
- Tour-Panorama (arte contemporáneo)
- Museo de Notre-Dame-de-la-Garde;
- museo del Terror marsellés, situado en el Château-Gombert;
- museo de la Marina;
- Château de la Buzine (museo de cine);
- Villa Mediterránea;
- MAMO en la Cité radieuse de Le Corbusier;
- Memorial de los campos de la muerte;
- Memorial de La Marsellesa;
- museo de la Moto;
- Museo Miradas de Provenza y el museo del santon Marcel Carbonel son museos privados.

Muchos de ellos fueron renovados o creado en 2013 con motivo de la Capital Europea de la Cultura (Marseille-Provence 2013).

### Arquitectura y monumentos destacados

#### Prehistoria y Antigüedad

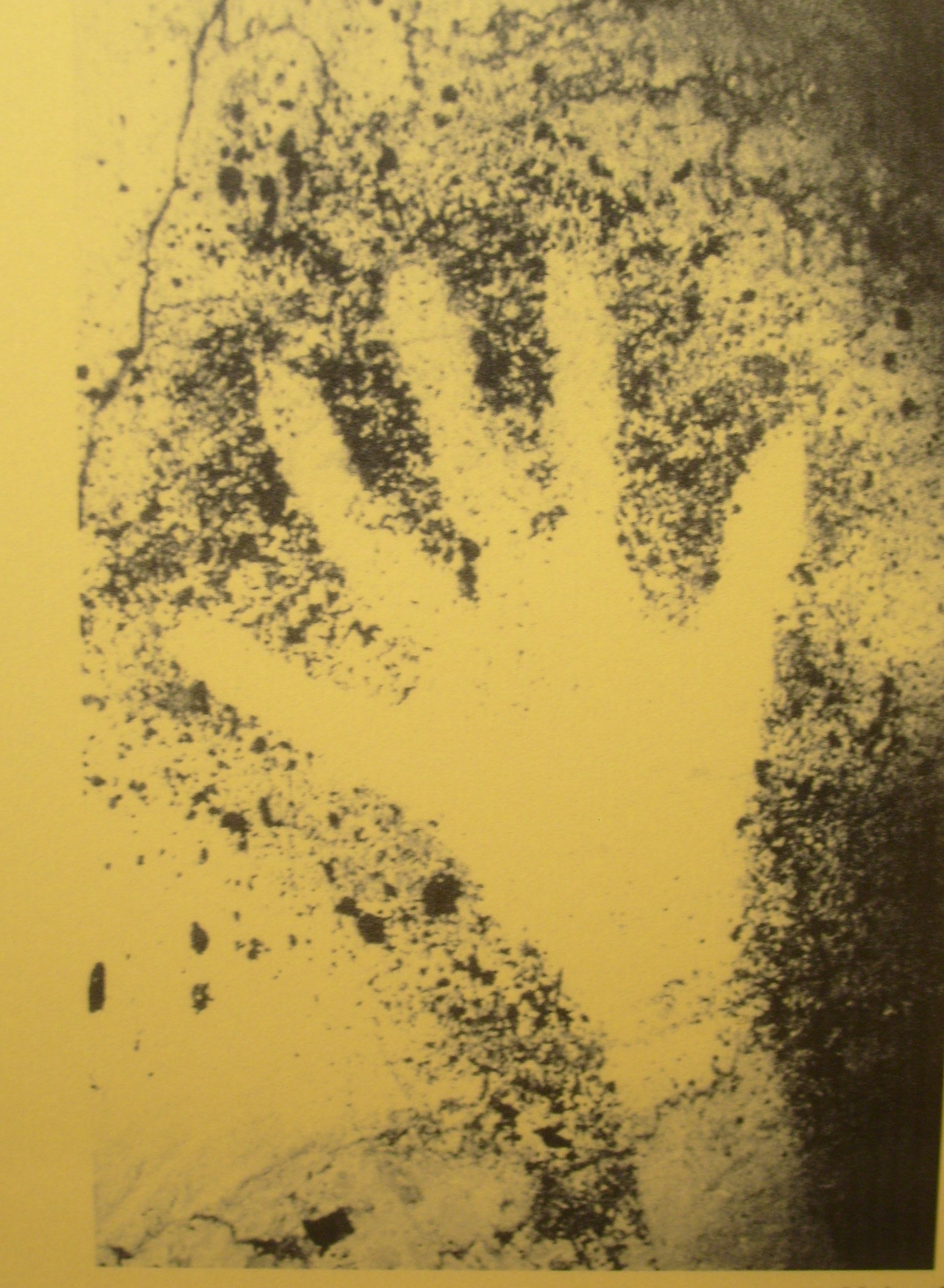
Pintura de mano humana en la gruta Cosquer, datada de 27000 años antes de nuestra era

Situada en el sur de la ciudad, la cueva de Cosquer, descubierta en 1992, es una cueva ornamentada paleolítica, frecuentada entre 27 000 y 19 000 antes del presente, cuya entrada bajo el mar dificulta el acceso.
A pesar de ser la ciudad más antigua de Francia, Marsella conserva pocos vestigios de épocas antiguas. A finales de la década de 1960, los arqueólogos descubrieron y desenterraron parte de los contrafuertes y las murallas helenísticas de la ciudad. Pocas trazas subsisten todavía de la ciudad griega o romana. Las más visibles son las del antiguo puerto, situado al noreste del actual Puerto Viejo, en el Jardín de los Vestigios, en el corazón del Museo de Historia de Marsella. Ahí se pueden encontrar restos de fortificaciones griegas, de la torre defensiva, de la vía romana, de la cuenca de agua dulce o de las terrazas funerarias.

Vestigios antiguos
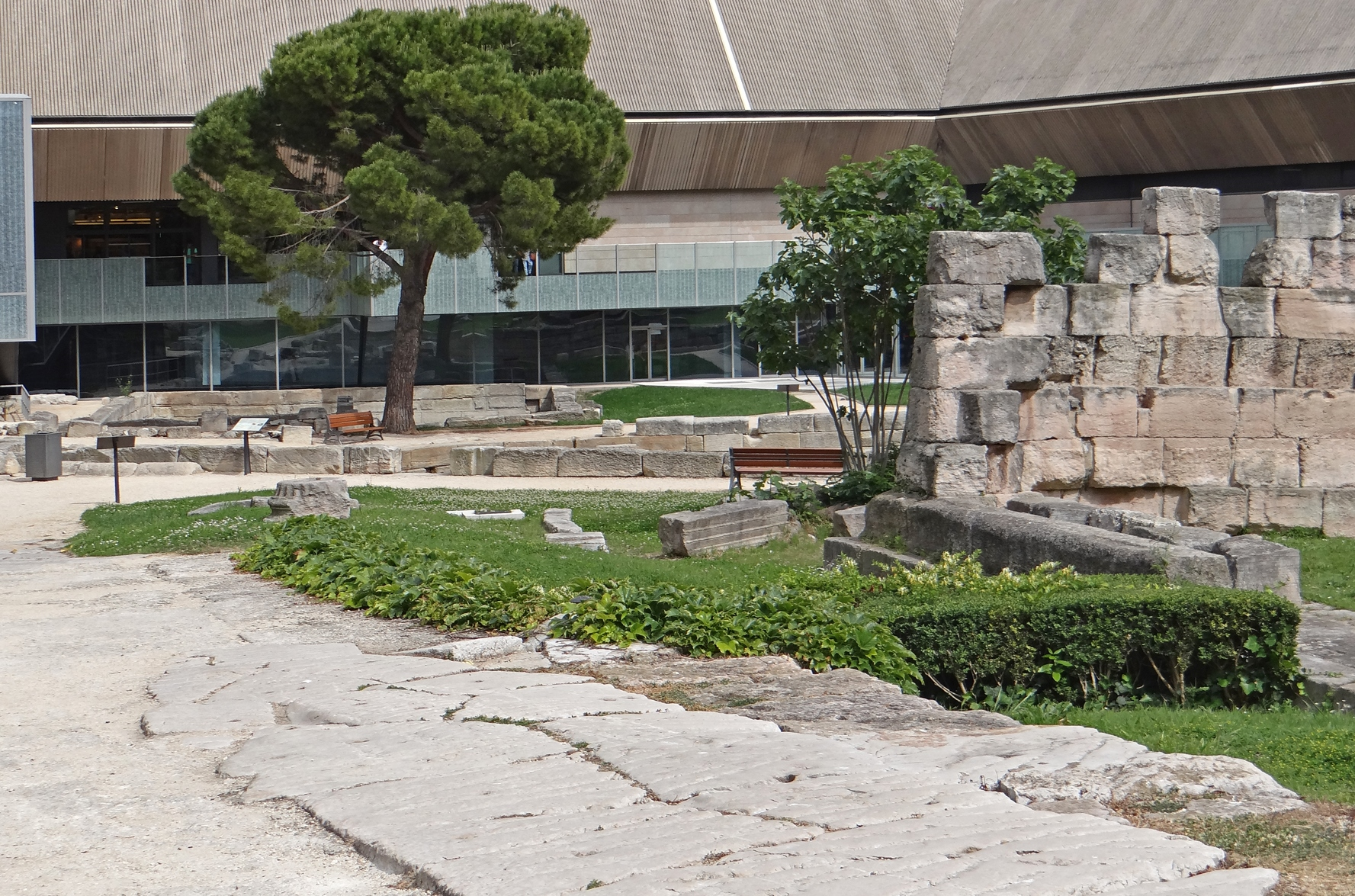
Jardín de vestigios antiguos
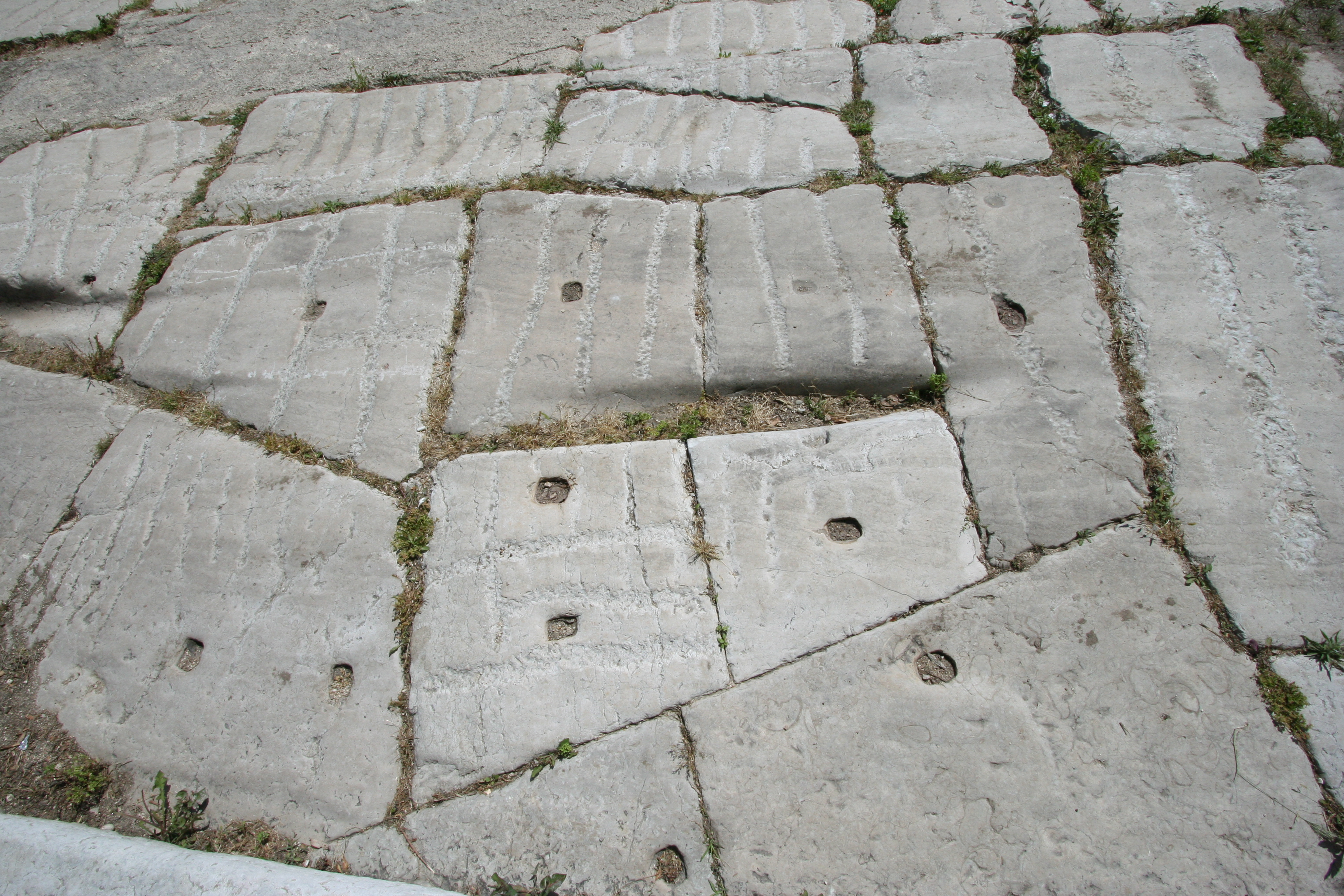
Vía enlosada del siglo IV
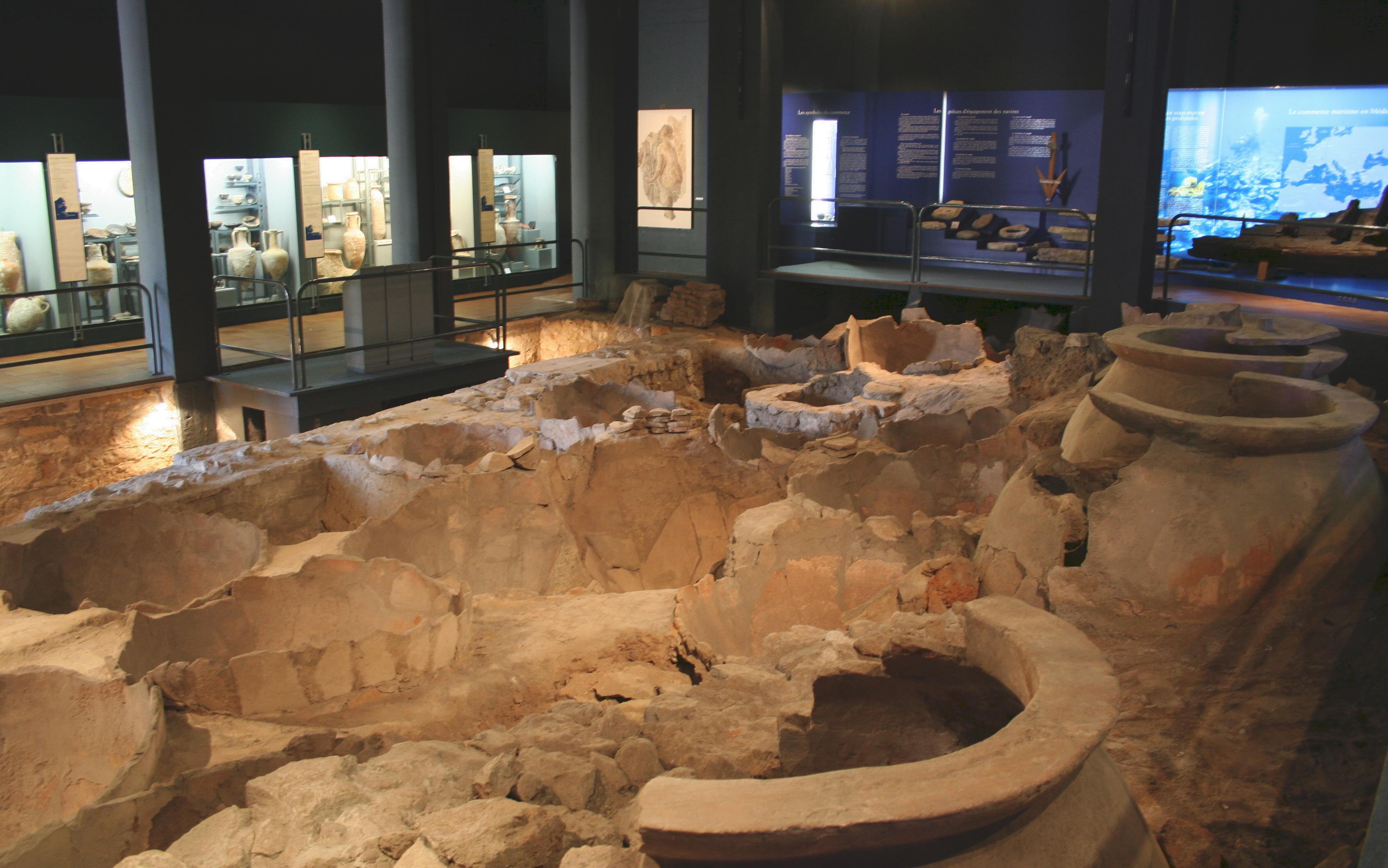
Muelles romanos

#### Edad Media
Como la ciudad siempre ha sido reconstruida sobre sí misma mediante la urbanización, la Marsella medieval es, en palabras de Thierry Pécout, una «ville de papier» (ciudad de papel) que solo los historiadores y arqueólogos pueden revivir ante la desaparición de numerosos edificios medievales y de la remodelación de la ciudad en tiempos modernos y contemporáneos.
Junto a la catedral de la Mayor se conserva parte de la antigua catedral medieval y vestigios de una iglesia paleocristiana precedente. 
La abadía de San Víctor, cuyas partes más antiguas datan del siglo XI, fue construida sobre lo que tal vez sea el lugar del culto cristiano más antiguo de Francia. En unas criptas del siglo XI, sobre las que se construyó la iglesia en el siglo XIII, se encuentra una imagen de la Virgen María que se considera obra de San Lucas. La capilla Notre-Dame de la Galline habría sido construida sobre un lugar de culto que data de 1042.
La Vieja Mayor, la antigua catedral de la ciudad, fue construida a partir del siglo XII en el emplazamiento de una primera iglesia que data de finales de la Antigüedad.
La iglesia de San Lorenzo, construida en el siglo XIII en estilo románico provenzal, es la parroquia de los pescadores de Marsella.

Edificios de la Edad Media
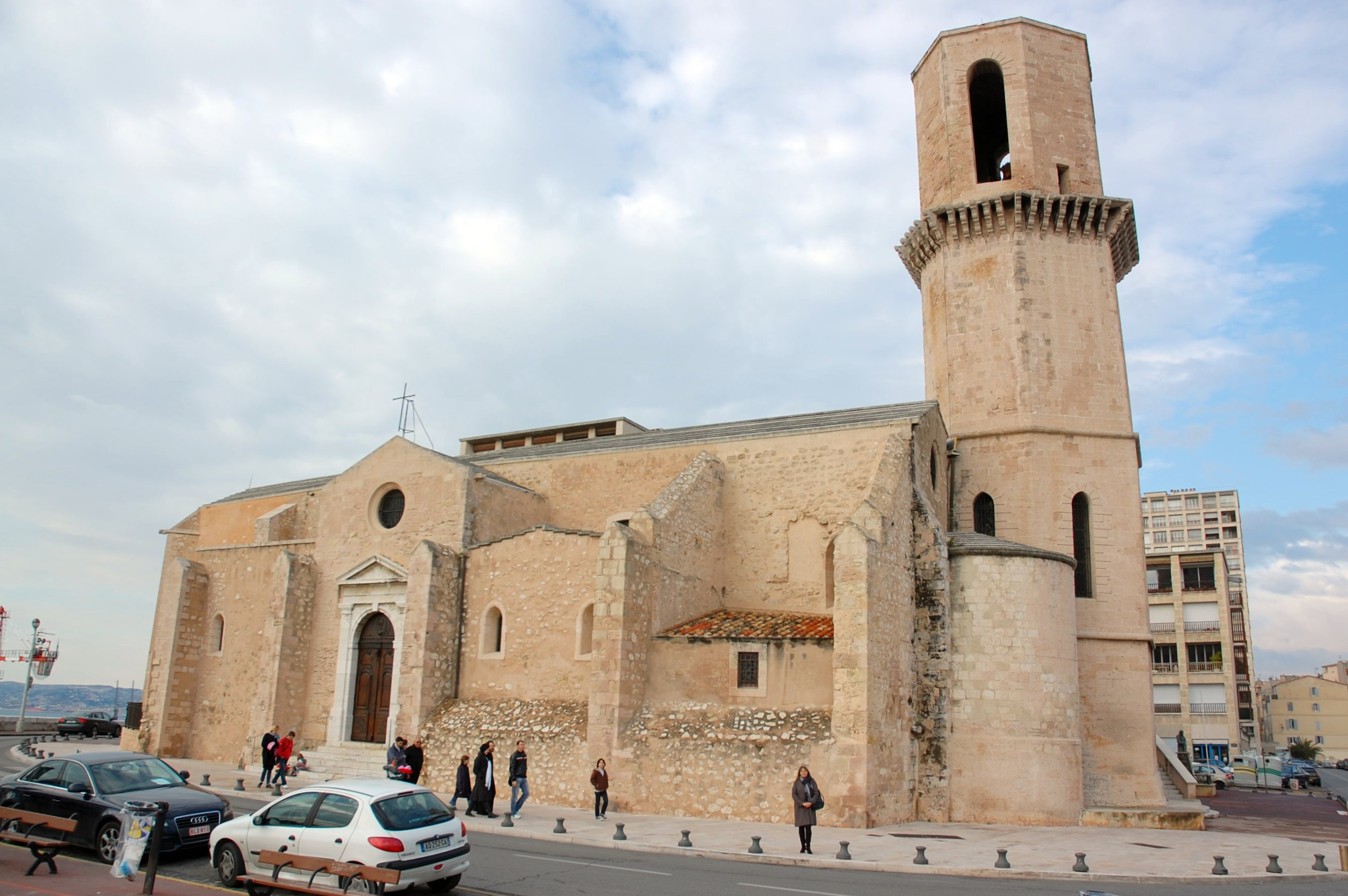
Église Saint-Laurent (siglo XIII )
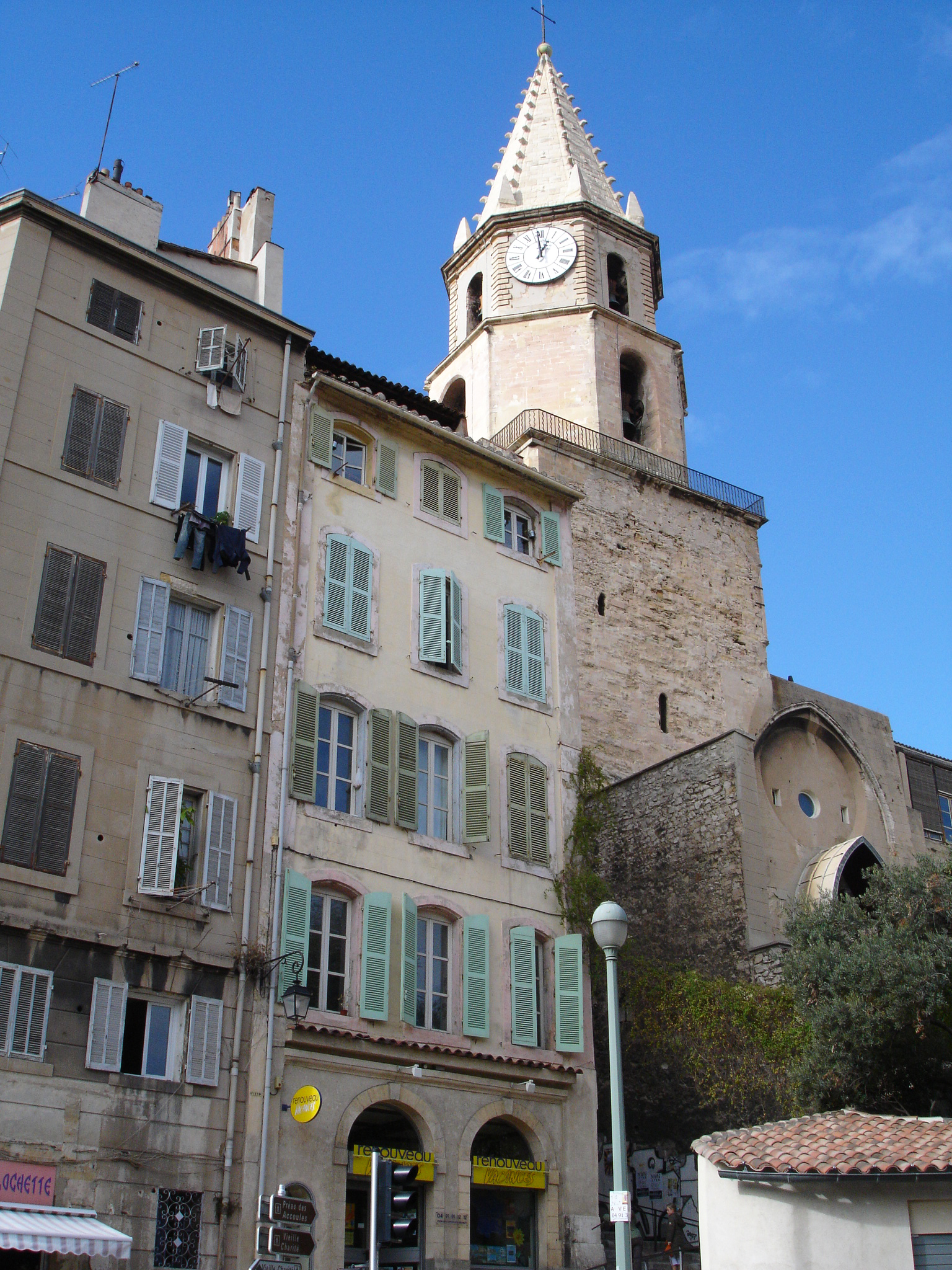
Campanario de la iglesia Notre-Dame-des-Accoules (siglo XIV)
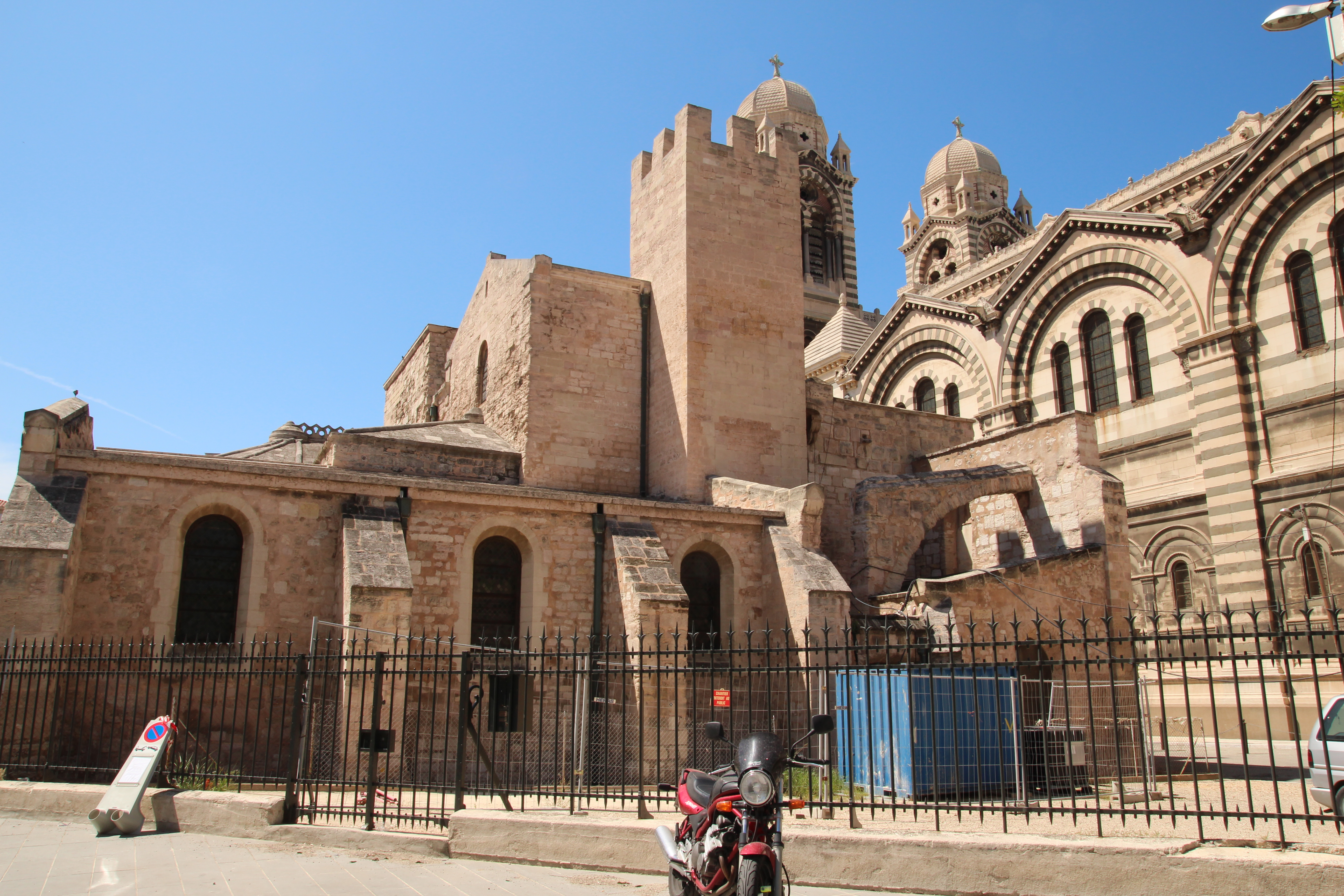
Vieja Mayor (siglo XII)
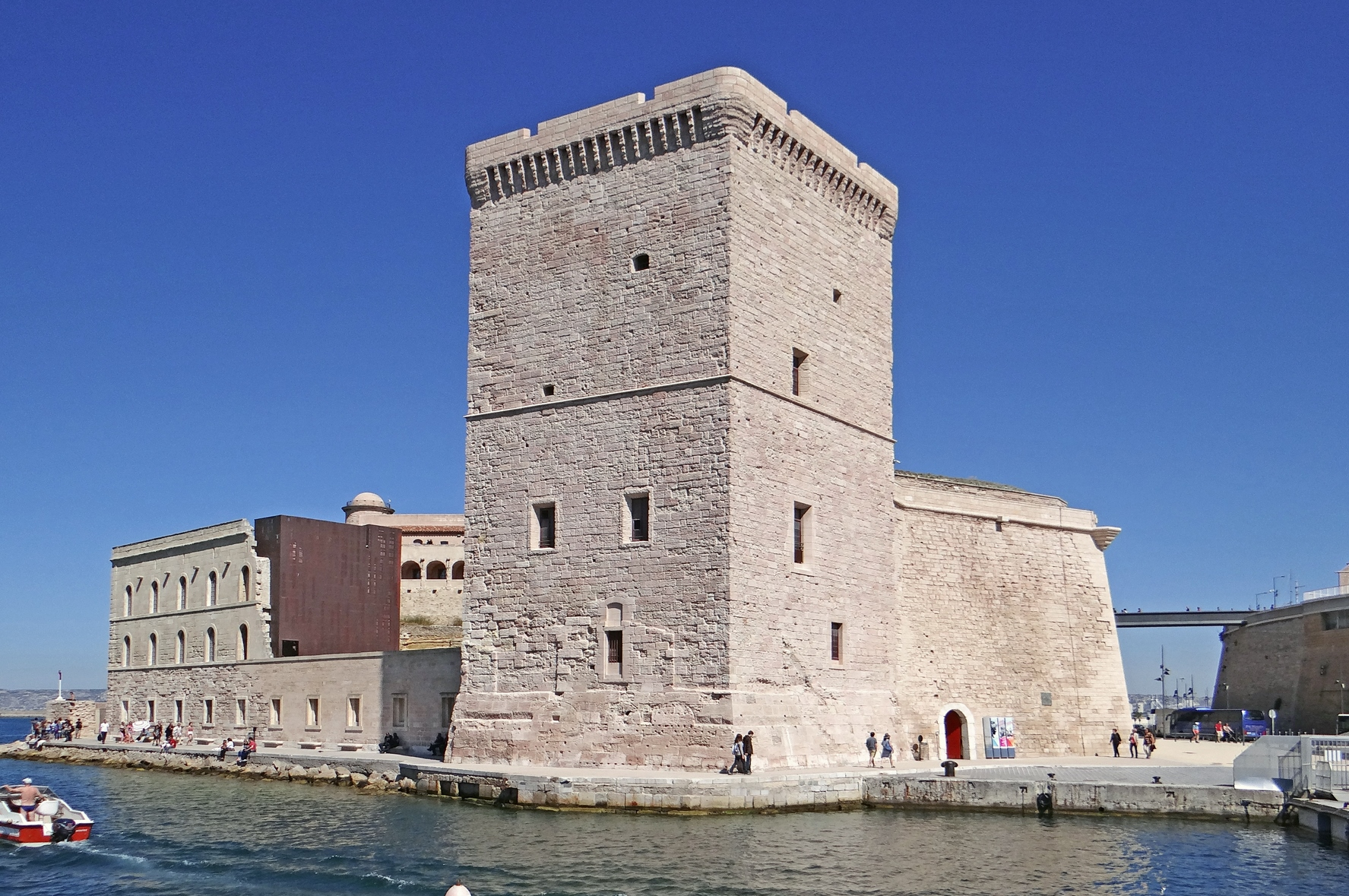
Torre del Rey René (1447)
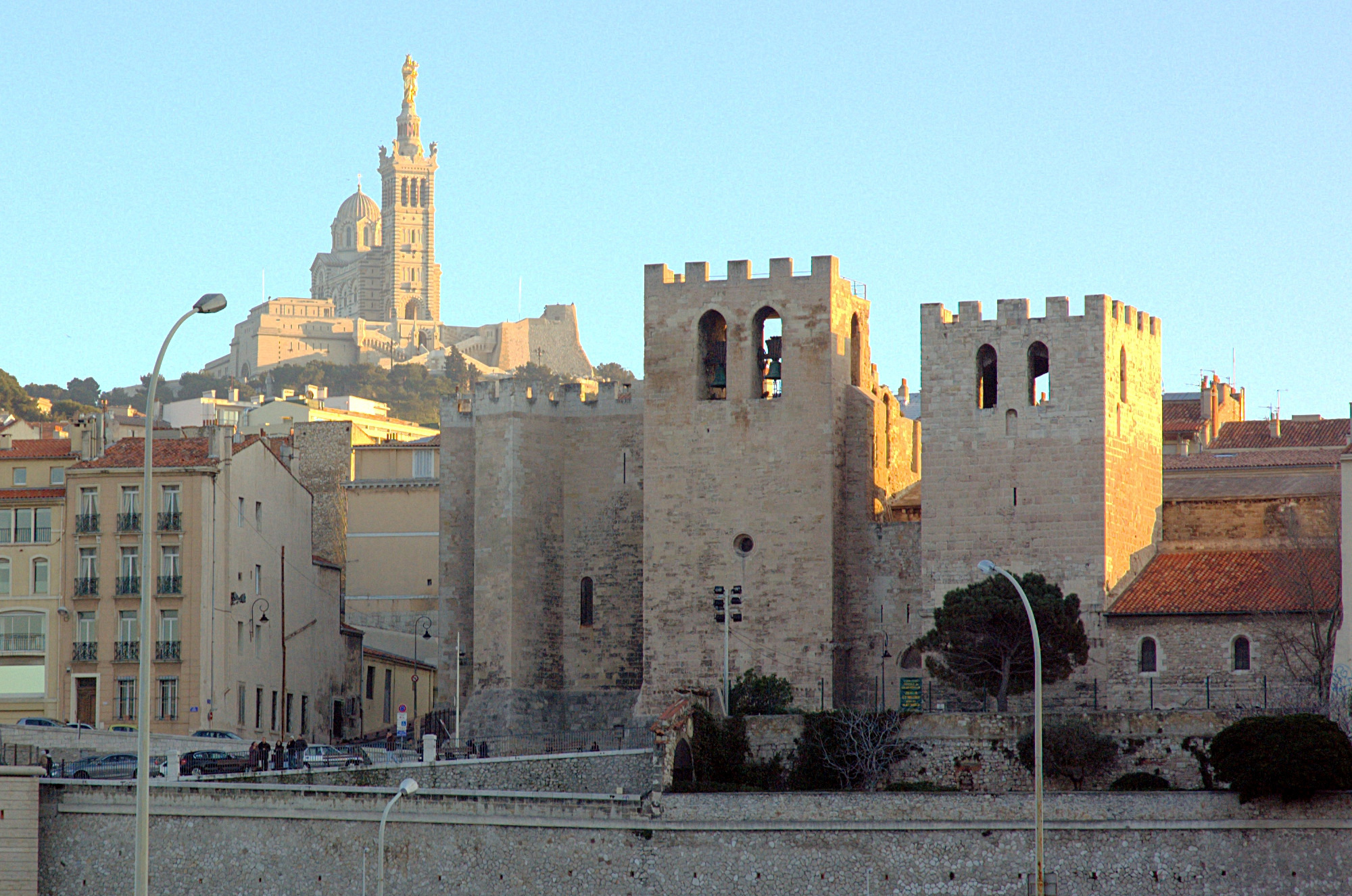
Abadía de San Víctor (1365)

#### Renacimiento y periodo clasicista
De los dos fortines construidos a la entrada del Viejo Puerto por Luis XIV para supervisar la ciudad en el siglo XVII, solo el fuerte Saint-Nicolas sigue ocupado por el ejército. El fuerte Saint-Jean, cuya torre cuadrada fue construida ya en el siglo XV por René de Anjou, ahora está ocupado por el museo de las civilizaciones de Europa y del Mediterráneo (MuCEM). Desde el arsenal de las galeras que ocupaba la ribera sur del puerto, solo queda hoy la capitanía.

Edificios del Renacimiento y del siglo de las Luces
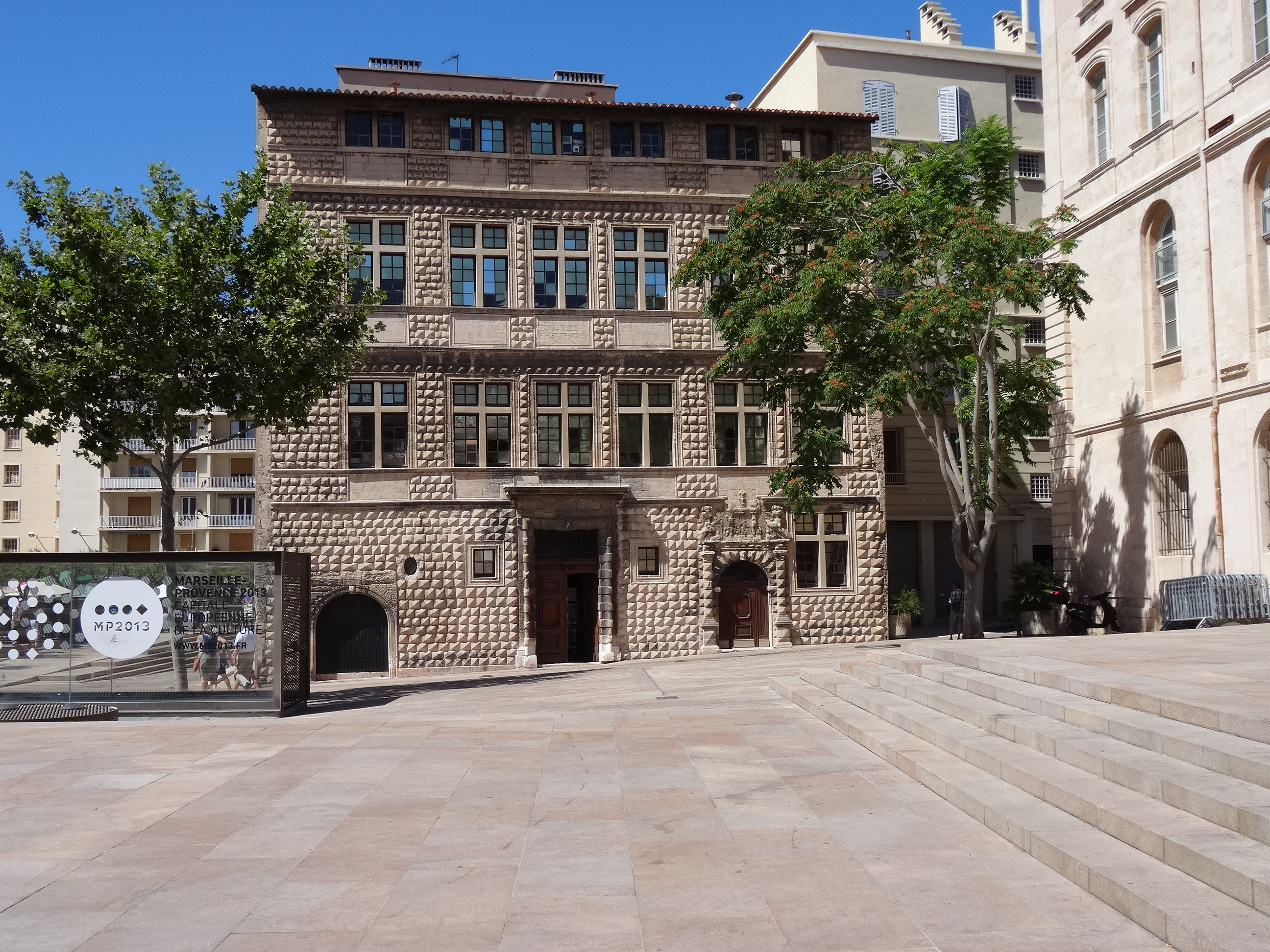
Maison Diamantée (siglo XVI)
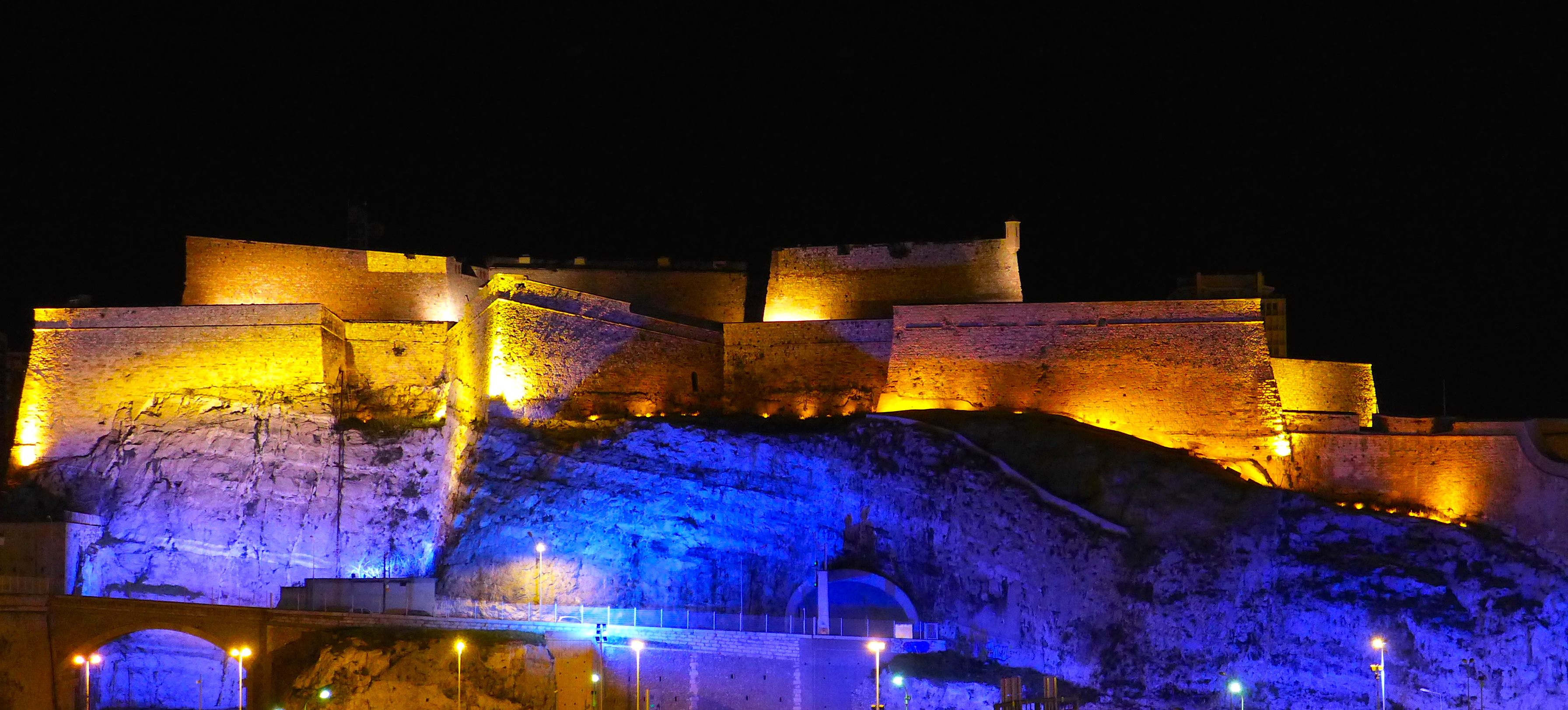
Fuerte San Nicolás
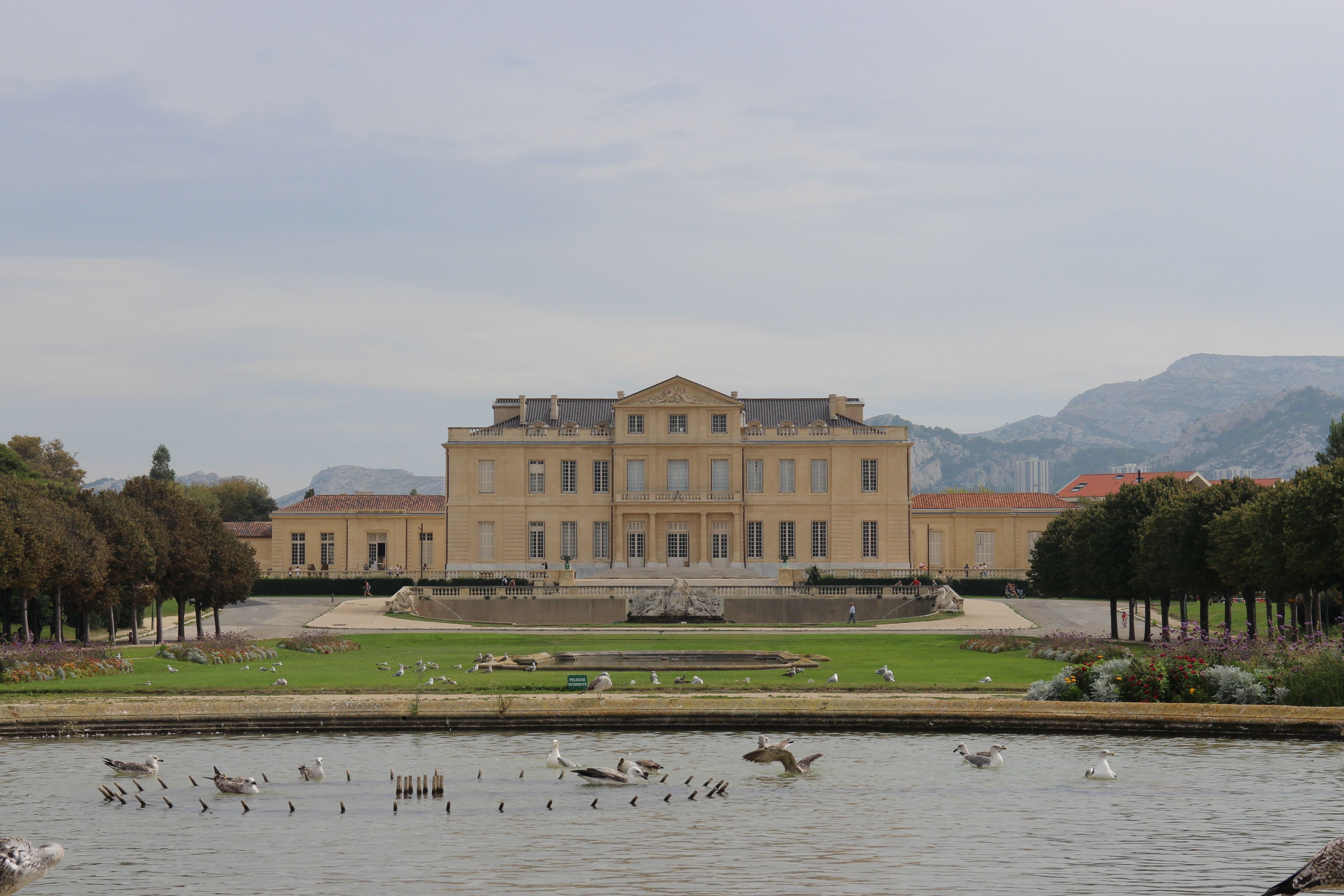
Château Borély
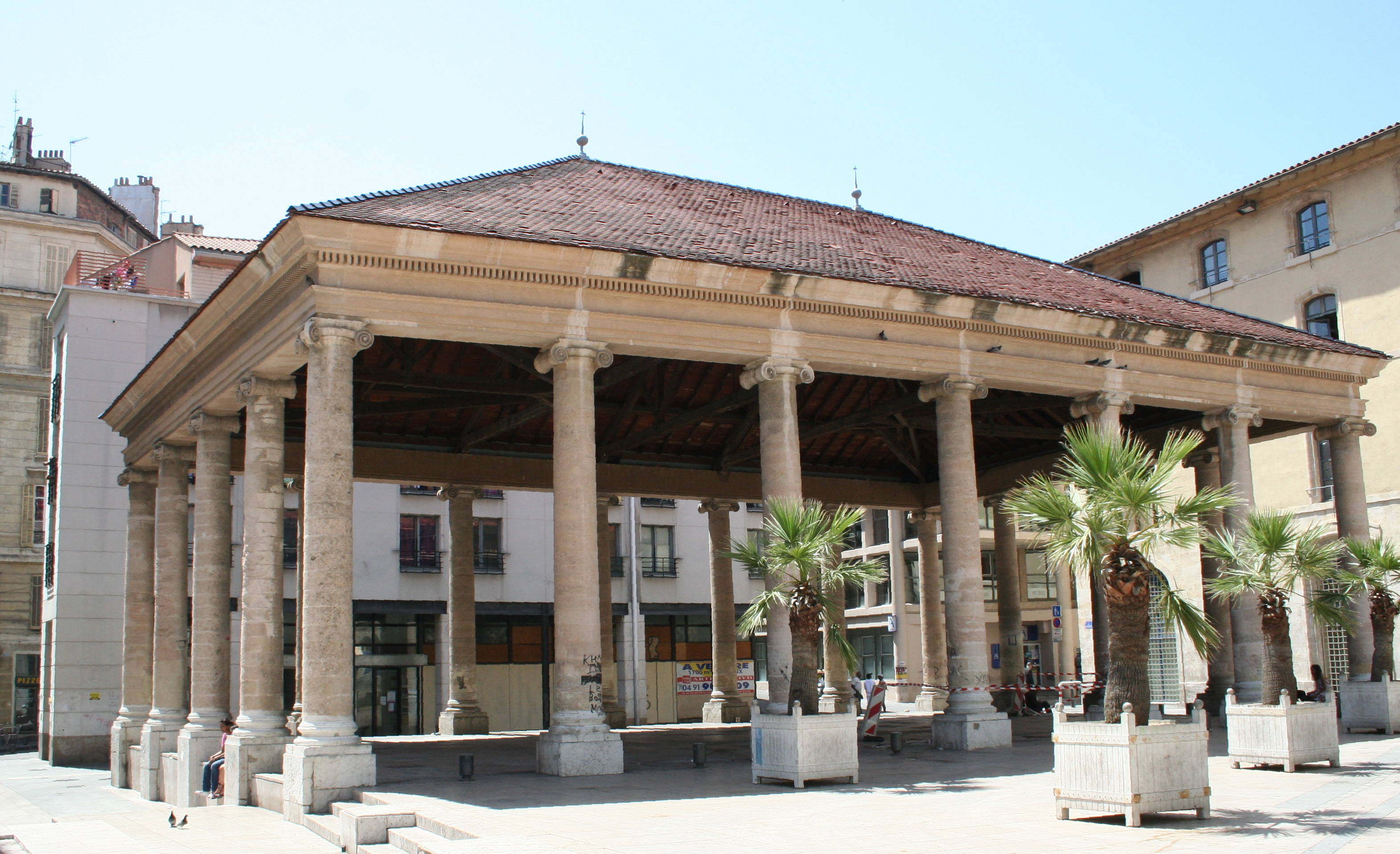
Halle Puget (1672)

#### Bastidas

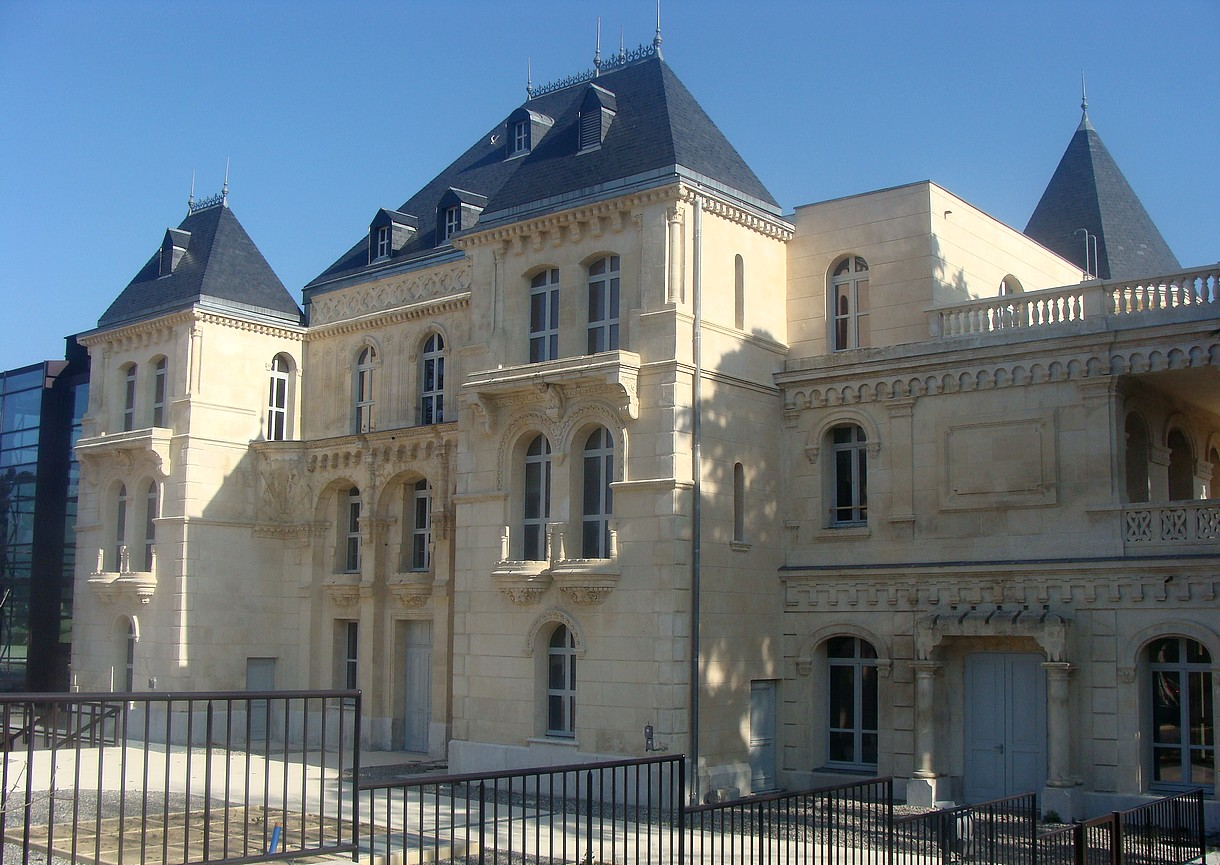
El château de la Buzine, bastida marsellesa célebre por haber sido de Marcel Pagnol

Las bastidas son un elemento característico del terruño marsellés. Eran segundas residencias que la burguesía de Marsella tenía en el campo, en los alrededores de la ciudad. Se calcula que en 1773 había más de 6500. Tener una "bastida" era una práctica tan extendida que Stendhal consideró que «es por eso por lo que no hay espectáculos el sábado: ese día, tan pronto como termina la Bolsa, cada uno huye a su Bastida [...]»
Todavía hay hoy se han censado 254, pero si algunas como la Buzine han sido renovadas o reconvertidas, muchas otras están en decadencia y amenazan ruina.

#### Segundo Imperio
Muchos monumentos marselleses fueron construidos desde la segunda mitad del siglo XIX, mientras la ciudad estaba en pleno auge económico, especialmente durante el Segundo Imperio. Este es el caso del palacio del Faro (1858), del palacio de la Bolsa (1860), del Hotel Prefectura (1866) y de la iglesia de los Reformados (1886), más tardía y de estilo neogótico.
Henri-Jacques Espérandieu es el autor de varios monumentos famosos como el palacio Longchamp (1862), la basílica de Notre-Dame de la Garde (1864) y el palacio de las Artes (1864). Construido entre 1855 y 1864 con Henri Révoil, Notre Dame de la Garde, también conocida como la Buena Madre, es famosa por su arquitectura romano-bizantina y su estatua de cobre dorado de la Virgen con el Niño que domina el edificio, obra del escultor Eugène-Louis Lequesne. 
Otro edificio romano-bizantino, la catedral de la Major, en el barrio de La Joliette, se completó en 1893 sobre el lugar de la antigua Major del siglo XII, de la que aún sobreviven el coro y el palacio.
En esta época fue igualmente abierta la rue de la República, ornamentada con edificios haussmanniens y que conecta el Puerto Viejo con el nuevo puerto de la Joliette.

Edificios de Segundo Imperio
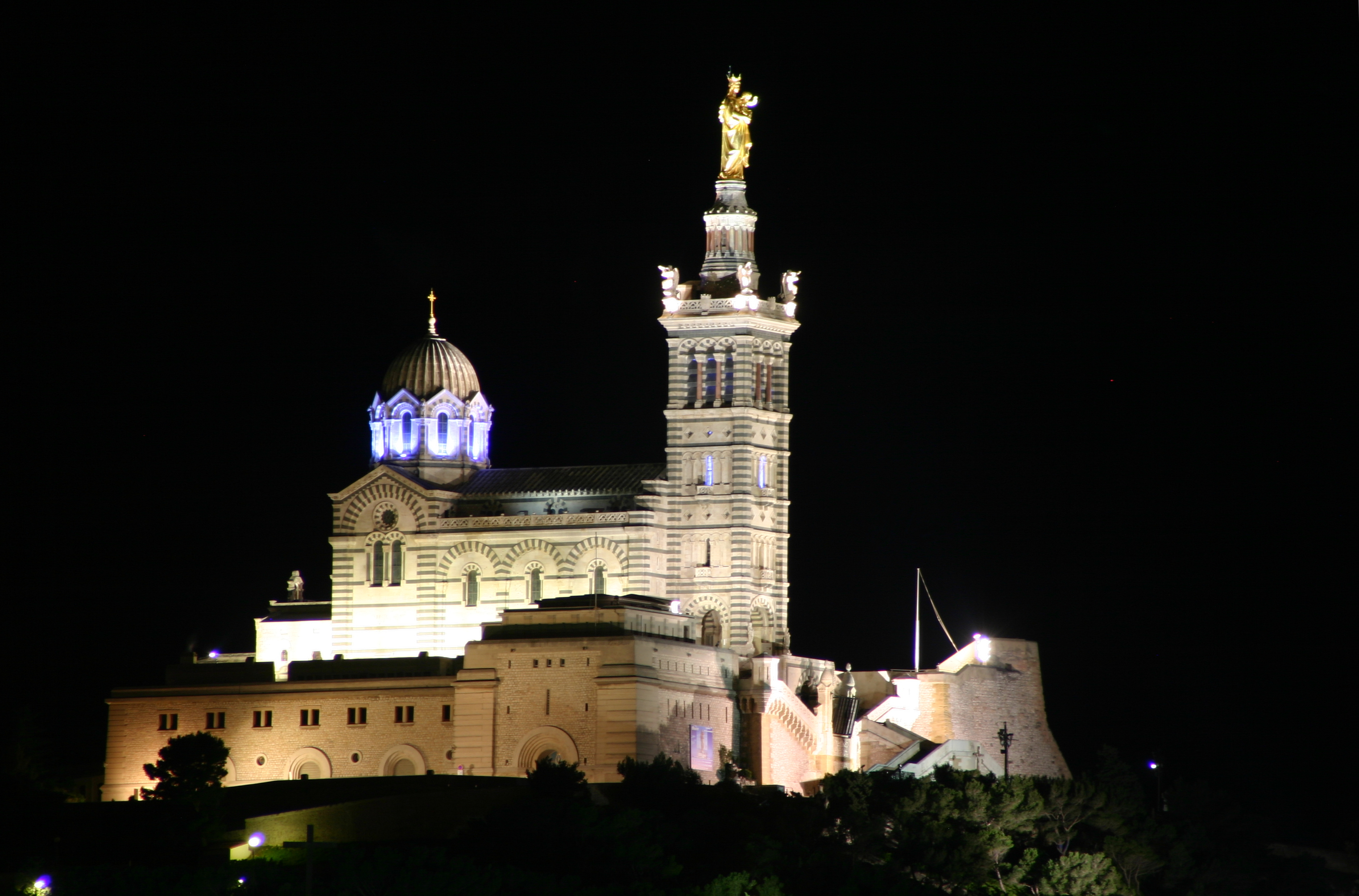
La basílica de Notre-Dame de la Garde
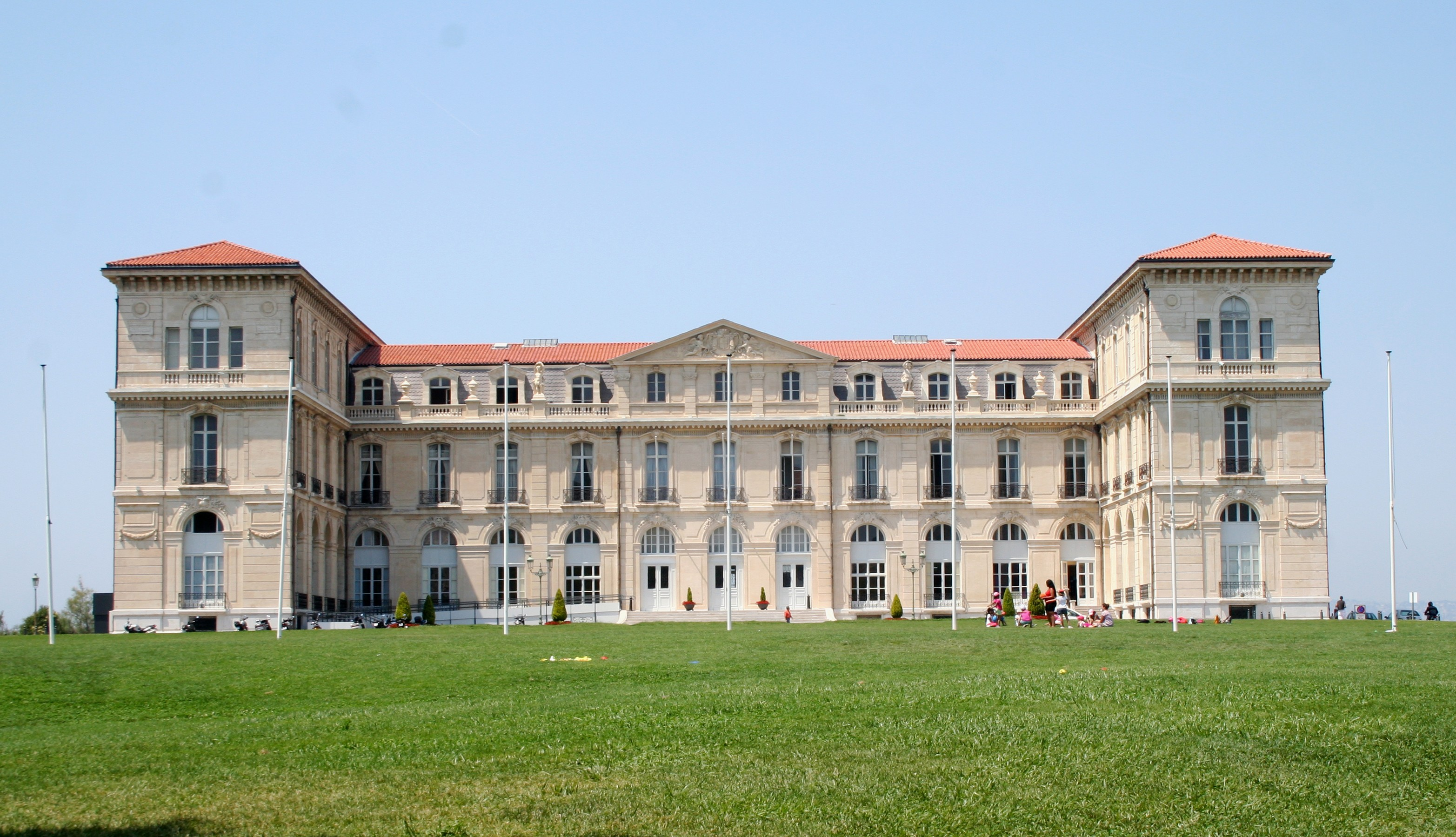
El palais du Pharo
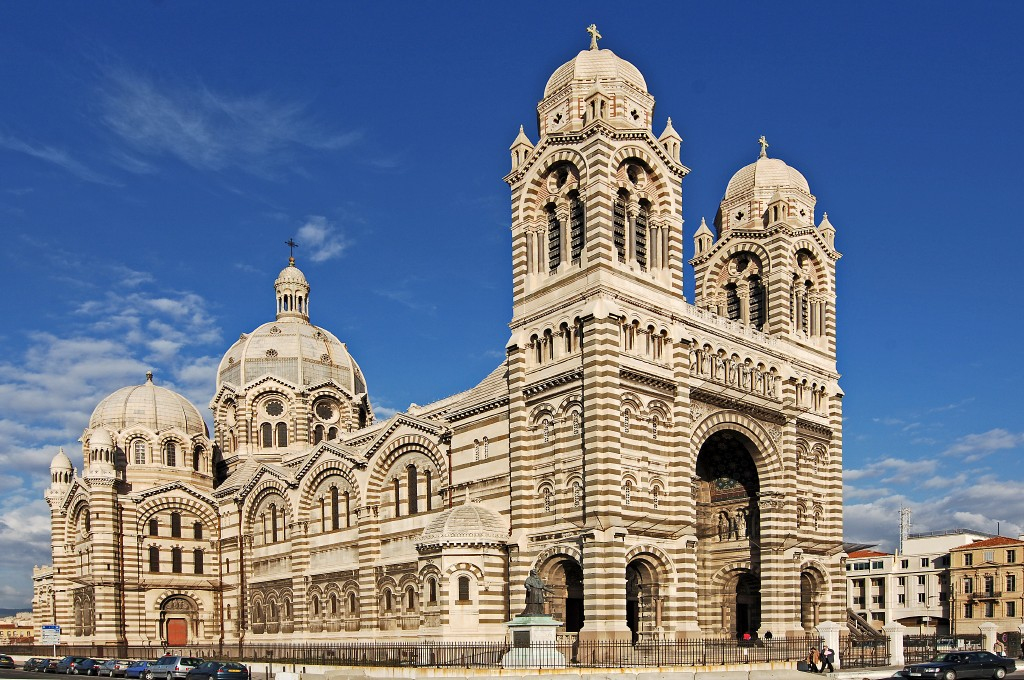
Catedral de la Major
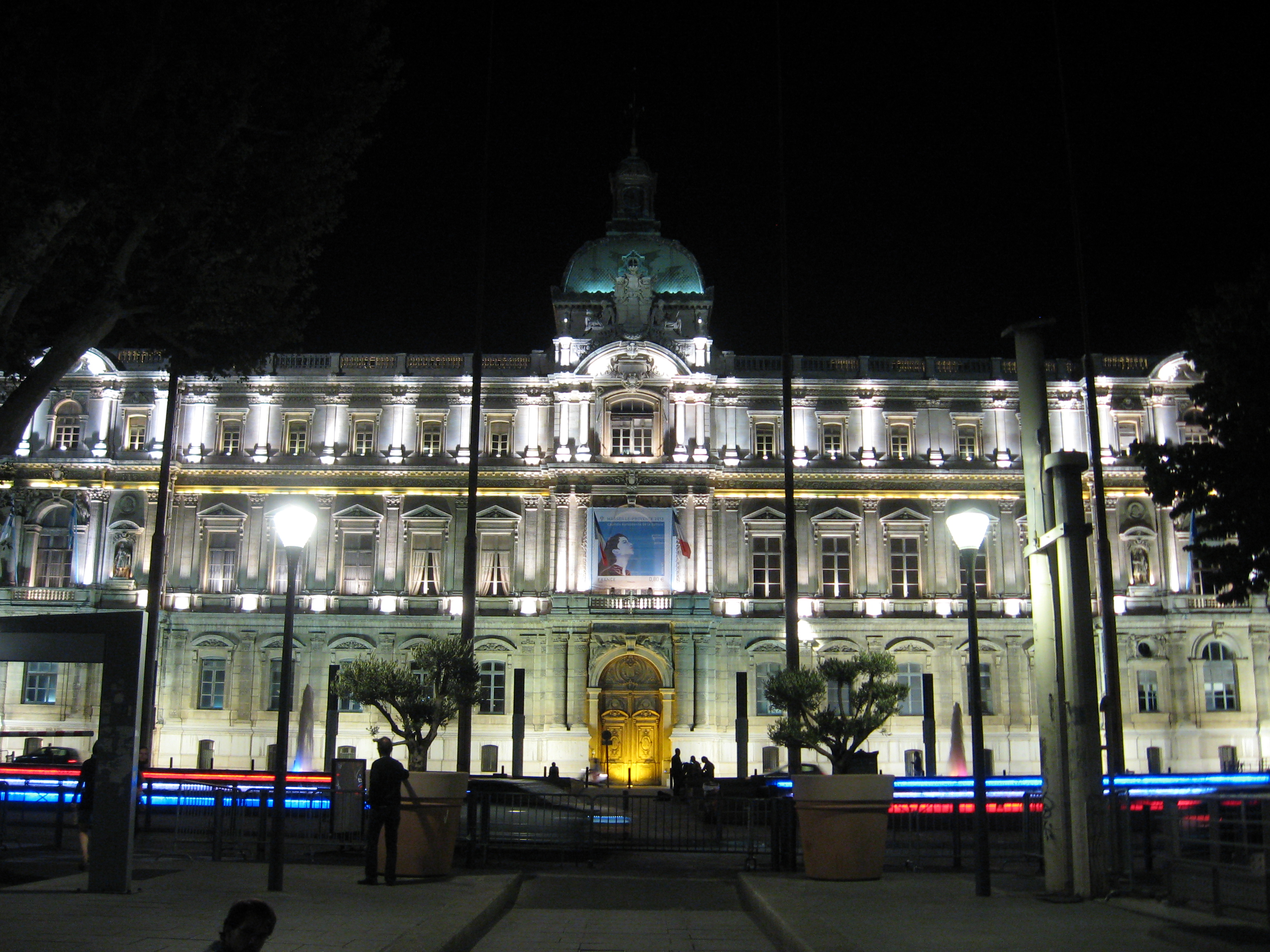

#### Patrimonio industrial
Marsella guarda muchas trazas de su historia industrial y muchos de esos sitios están siendo reconvertidos. La manufactura de los tabacos, construida en 1868 en el distrito de Belle de Mai es, después de haber estado durante mucho tiempo en desuso, ocupada por un sitio cultural, los Archiveos municipales y un Pôle média.
En el barrio de Joliette, el silo de cereales de Arenc se ha convertido en una sala de espectáculos y los enormes muelles han sido completamente renovados y reconvertidos en oficinas y centro comercial.
De la industria jabonera no quedan más que tres fábricas en funcionamiento en los Quartiers Nord. Otros, a veces en desuso, aparecen diseminados en el norte y el este de la ciudad. 

#### Arquitectura moderna
El arquitecto Fernand Pouillon construyó muchos edificios en los años posteriores a la Segunda Guerra Mundial. Fue el encargado de la reconstrucción del barrio del Viejo Puerto destruido durante el rafle (los famosos edificios de Pouillon) o del Control Sanitario, ahora ocupado por el museo Regards de Provence.
En 1952, Le Corbusier construyó su Cité radieuse (localmente llamada «Le Corbusier» o la «maison du fada»), ejemplo de la arquitectura brutalista y de su principio de Unité d'Habitation. El edificio puede ser visitado y su cubierta-terraza panorámica alberga un museo de arte contemporáneo, el MaMo.

Edificios modernos
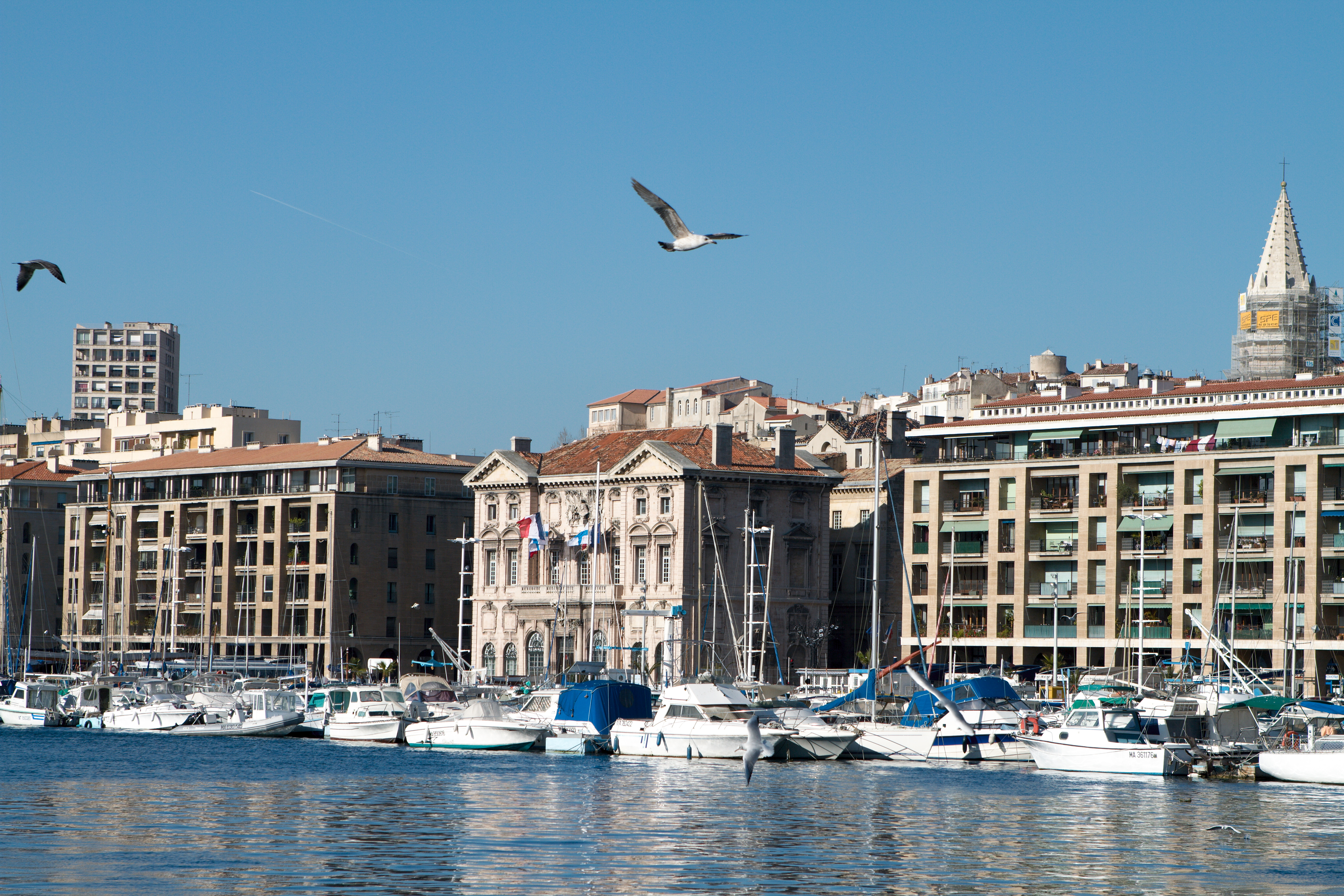
Los inmuebles Pouillon flanqueando el Ayuntamiento
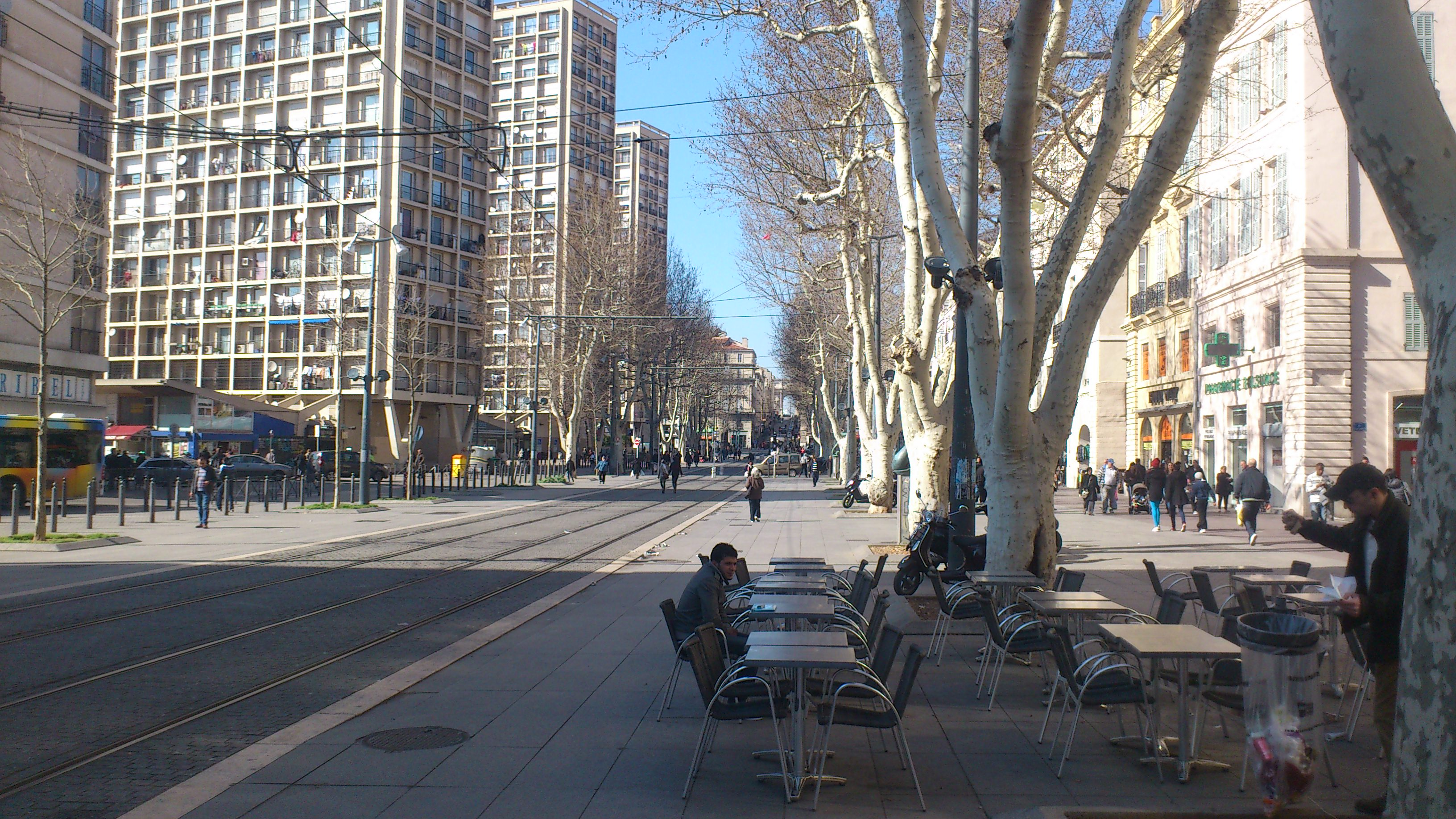
Las torres Labourdette bordeando el curso Belsunce

#### Arquitectura posmoderna
Como parte de su renovación urbana, la ciudad ve hoy la construcción de edificios de arquitectura posmoderna, como el museo de las civilizaciones de Europa y del Mediterráneo (MuCEM), la torre CMA-CGM o la Villa Mediterránea.

### Turismo
Marsella es la ciudad más importante de Francia en cuanto a turismo costero, debido a su buen clima y sus playas. Pero además, alberga gran cantidad de edificios históricos que atraen a multitud de turistas al año, así como su importante y significativo puerto marítimo. La mayoría de los principales enclaves históricos fundamentales para los turistas se sitúan en los distritos 1, 2, 6 y 7.

#### Lugares de interés

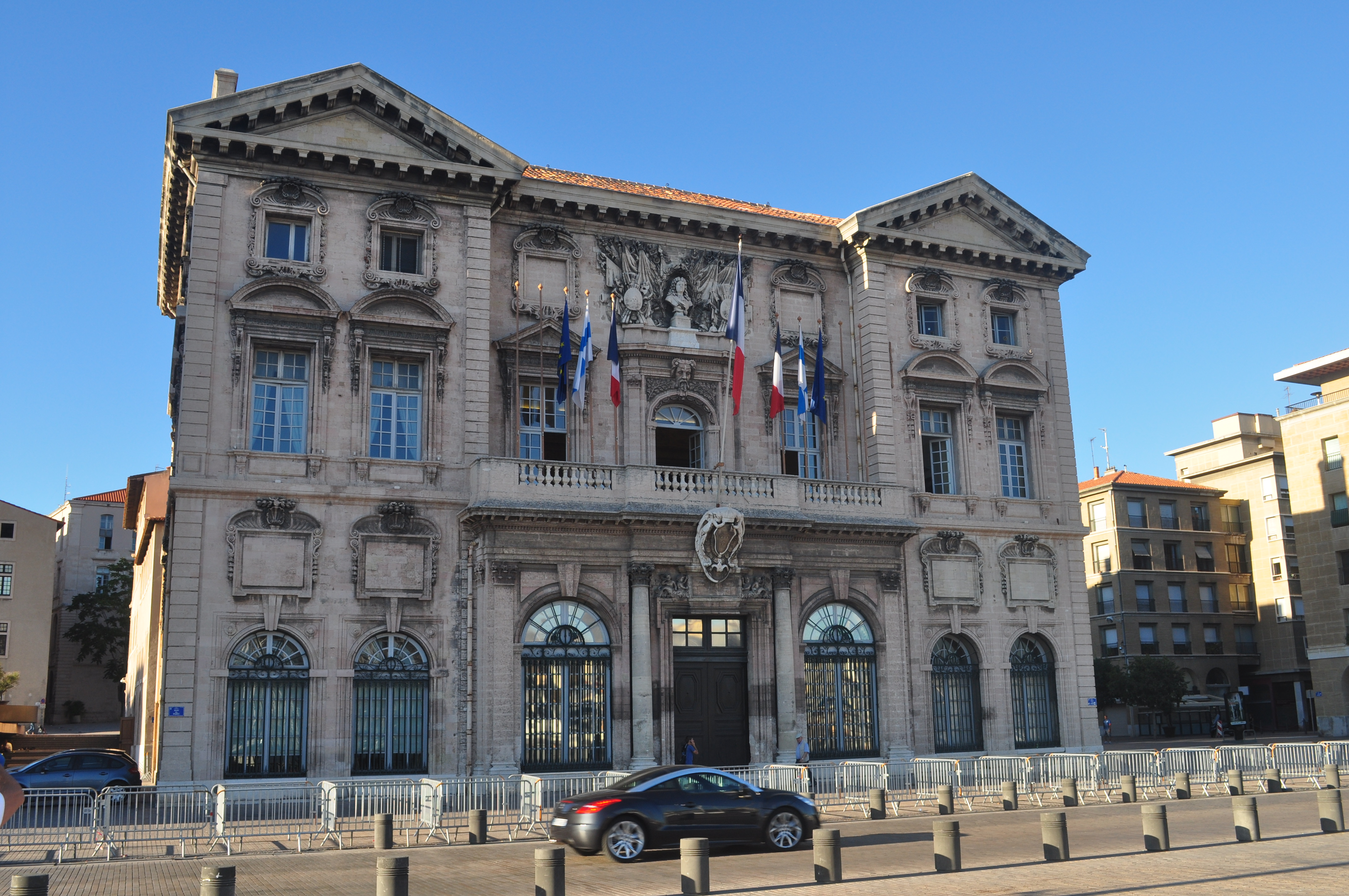
Vista de la fachada principal del ayuntamiento de Marsella

- La basílica de Santa María la Mayor es un edificio de estilo románico-bizantino único en su género en Francia, y que evoca recuerdos orientales. Consta de dos iglesias, la más antigua, de estilo románico, se remonta al siglo V aunque fue reconstruida entre los siglos XI y XII. La otra fue erigida a mediados del siglo XIV por los arquitectos Vaudoyer y Espérandieu en estilo bizantino, con finísimas piedras y mármoles italianos.
- Notre-Dame de la Garde, es una basílica menor y está situada en una franja de terreno que se proyecta hacia el oeste de la bahía, a 162 m de altura sobre el viejo puerto. Fue construida donde desde hacía siglos se posaba la capilla de la Garde. El actual edificio fue diseñado por Espérandieu y completado por Henri Revoil que incorpora una suntuosa decoración de mosaicos. Está coronada por una efigie dorada de la Virgen María, una de las estampas más significativas de la ciudad. Está coronada por una estatua dorada de la Virgen María, que ordenó edificar san Eugenio de Mazenod, obispo de la ciudad y fundador de los Misioneros Oblatos de María Inmaculada.
- El castillo de If es una fortificación erigida en la bahía de la ciudad entre 1527 y 1529 sobre la pequeña isla de If del archipiélago de Frioul para la protección de la ciudad de Marsella. A partir del siglo XVII el edificio se convirtió en prisión estatal aunque acabó siendo un lugar de atracción turística. Barcos provenientes del viejo puerto enlazan diariamente con la isla. El castillo de If se describe en la novela de Alejandro Dumas El conde de Montecristo.
- Los fuertes de San Juan y San Nicolás delimitan la entrada al puerto viejo. El fuerte San Juan fue construido desde el siglo XII hasta el año 1365 y fue levantado para defender la puerta norte, la más antigua de la ciudad. El fuerte San Nicolás fue construido sucesivamente, nunca fue utilizado con finalidades bélicas y hoy es una de las ciudadelas más hermosas de la Provenza.
- El Ayuntamiento de Marsella es un edificio de pequeñas dimensiones construido en 1653. Erigido a imagen de los palacios genoveses de la época, es obra de un arquitecto italiana, cuyo nombre no se conoce. El edificio es conocido por los ancianos marselleses como “La Loge” derivación de la palabra italiana Loggia. Fue uno de los pocos edificios que sobrevivió a la destrucción de la zona, bajo la ocupación alemana.
- El palacio de la Bolsa de Marsella es el primer edificio erigido en el marco del segundo Imperio desde 1852 hasta 1854. Fue diseñado por el arquitecto Pascal Coste. Este es el punto de partida de la gran ola de construcción de edificios públicos en Marsella a mediados del siglo XIX. El edificio alberga la sede de la Cámara de Comercio desde su inauguración el 26 se septiembre de 1852 con la presencia de Louis-Napoléon Bonaparte. La decoración esculpida está enteramente dedicada a la gloriosa historia del comercio marsellés.
- El palacio Longchamp se inauguró en 1869 para conmemorar la llegada de las aguas del canal del río Durance a Marsella. La ciudad carecía de agua y en 1839 se empezó a construir en canal que llevaría las aguas a la ciudad, tras la elección del proyecto del ingeniero de caminos y puentes Franz Mayor de Montricher. El edificio alberga el Museo de Bellas Artes y el Museo de Historia Natural, hoy bajo la tutela del Ministerio de Educación Superior y de Investigación. El Palacio Longchamp fue declarado Monumento Histórico en 1999.
- La abadía de San Víctor de Marsella (en francés: Abbaye de Saint-Victor de Marseille) fue fundada en el siglo V por Saint Jean-Cassien. Se edificó cerca de las tumbas de los mártires de Marsella entre los que se encontraba san Víctor de Marsella (303 o 304) que le dio nombre a la abadía. Desde hace más de 1700 años es uno de los lugares más importantes del catolicismo situado en el sur de Francia y aunque el monasterio se disolvió durante la Revolución francesa, la iglesia aún se utiliza.

### Barrios

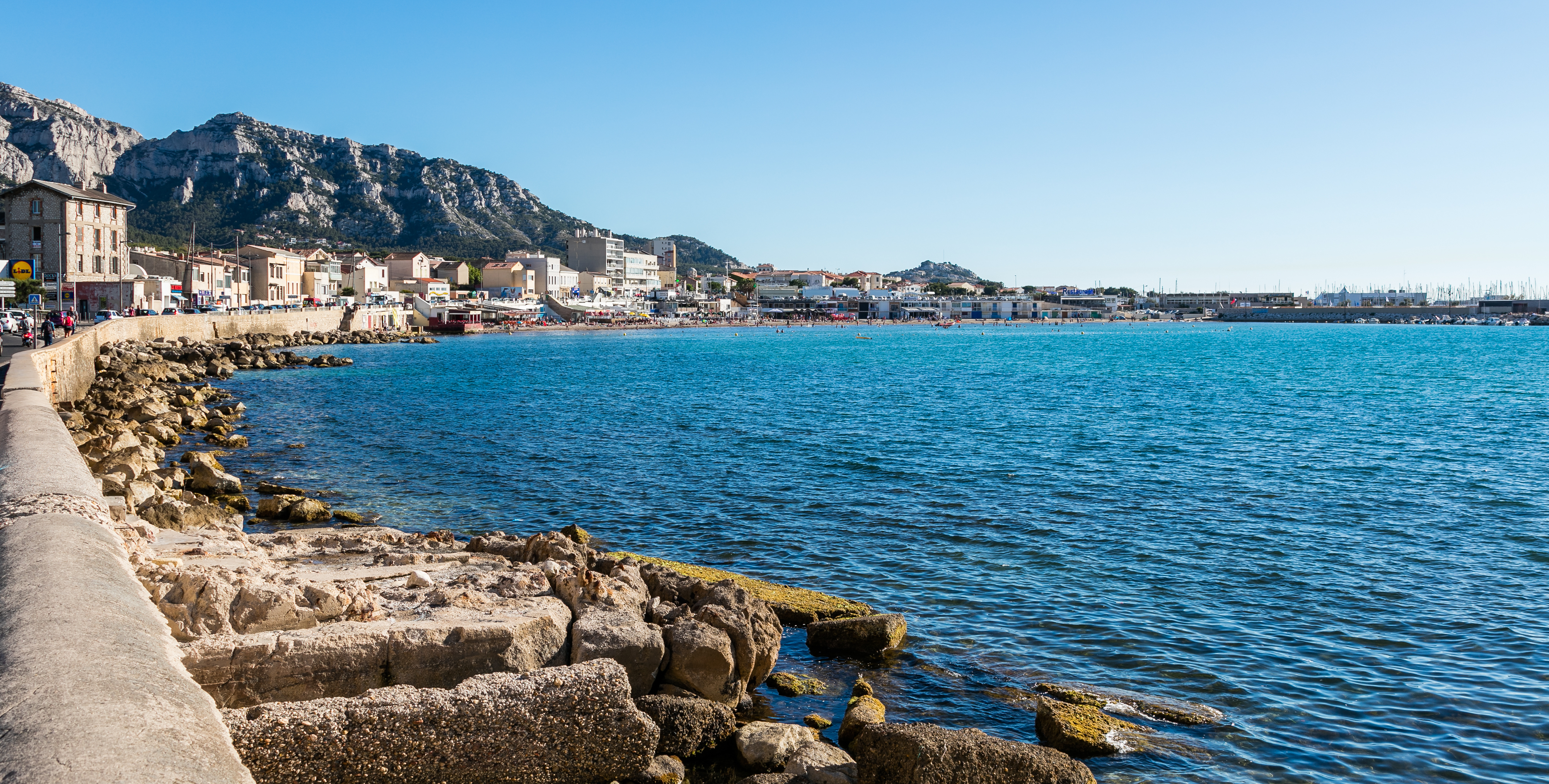
Playa de la Punta Roja, Marsella.

Los barrios marselleses gozan de una gran popularidad debido a su encanto. Uno de los más importantes es el barrio de Le Panier, repleto de tiendas artesanales como panaderías y bollerías con productos típicos de la zona. El monumento más importante de Le Panier es el edificio La Charité, ya mencionado anteriormente, un edificio del siglo XVIII que dispone de restaurantes y museos como el de Arqueología Mediterránea. El producto gastronómico estrella del barrio es el chocolate artesanal, muy demandado por los vecinos de Marsella y los turistas. La Chocolatière du Panier es una de las tiendas especializadas y de mayor prestigio en la ciudad.
La Place Castellane en el Prado es uno de los barrios más activos de la ciudad. Se convirtió en el lugar elegido por los marselleses cuando el centro histórico fue despoblándose poco a poco. Cerca de la plaza de la Prefectura se localiza Cours Julien, conocido localmente como Cours Ju'. Es una plaza, pero también uno de los barrios más alternativos de la ciudad, donde se encuentra, además, un parque y multitud de caminos. En ellos se dan numerosos bares, restaurantes de todas las nacionalidades y librerías.

## Transporte

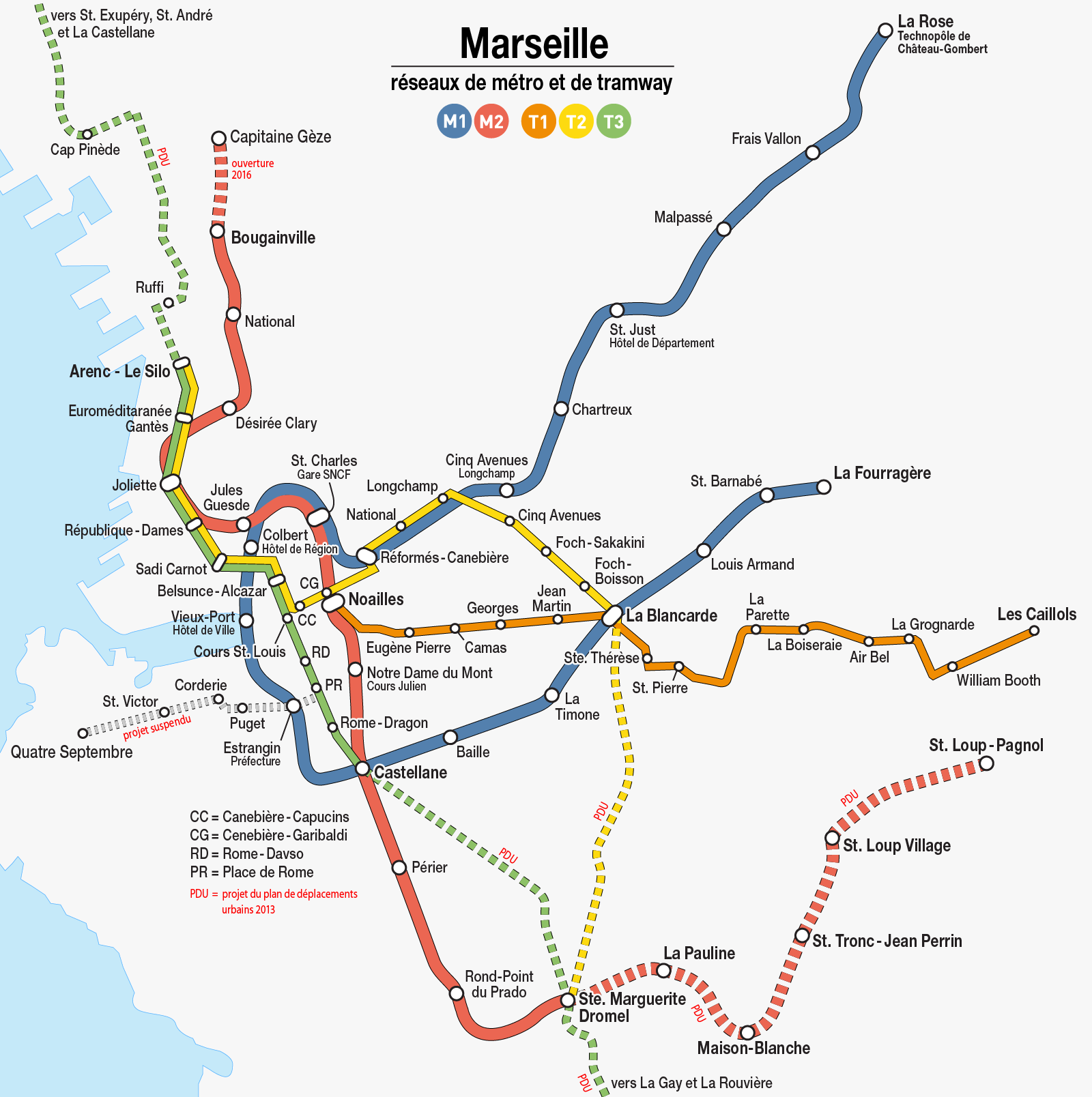
Mapa del metro y tranvía de Marsella

La ciudad cuenta con un aeropuerto internacional, el aeropuerto de Marsella Provenza, situado en la comuna de Marignane, a 27 kilómetros de Marsella. Es el tercer aeropuerto francés, excluyendo los de París, por tráfico de pasajeros, por detrás de los de Niza y Lyon, y el segundo por carga de tráfico.
Cuenta con su propio metro, el Metro de Marsella, el cual sirve a la población mediante dos líneas que conectan los puntos principales de la ciudad. La línea 1 (conocida por su color azul) es la comprendida entre Castellane y La Rose, siendo inaugurada en 1977. Mientras que la línea 2 (la roja) realiza el trayecto Sainte-Marguerite/Dromel y Bougainville y fue abierta al público por primera vez entre 1984 y 1987. Los usuarios disponen, también, de una línea de tranvía. La estación Saint Charles es la más importante de Marsella, inaugurada en 1848. En 1992, la línea 1 fue ampliada desde la Castellane hasta La Timone, y en 2010 hasta La Fourragère.

Red de autopistas de Marsella.

Con respecto al autobús, la RTM (Régie des Transports de Marseille) es la compañía de transporte público de la ciudad. Otra empresa de autocares es Aubagnais, que tiene 24 líneas urbanas y conexiones con 11 poblaciones periféricas. Todas las líneas llegan a un Pôle d’ Echanges (intercambiadores) donde se realizan conexiones con el resto de transportes tales como trenes, autobuses y coches. Los Bus du Soleil conectan Marsella con los alrededores.
El transporte en bicicleta es muy común entre la población marsellesa y las compañías de los distintos medios de transporte públicos añaden mínimos cargos al transporte de ciclos en sus trayectos, como ocurre en los trenes de la SNCF. Existen varias rutas especiales en la ciudad y una amplia gama de empresas de alquiler de bicicletas.
Por supuesto, Marsella cuenta también con accesos mediante autopistas. La A-7, la Autoroute du Soleil (la autopista del sol) conecta Marsella con el norte y el oeste, principalmente con Lyon. La A-51 entre Marsella y Grenoble vía Aix-en-Provence, la A-50 que une Marsella con Toulon y, finalmente, la Costa Azul con el este mediante la A-8.

## Deporte

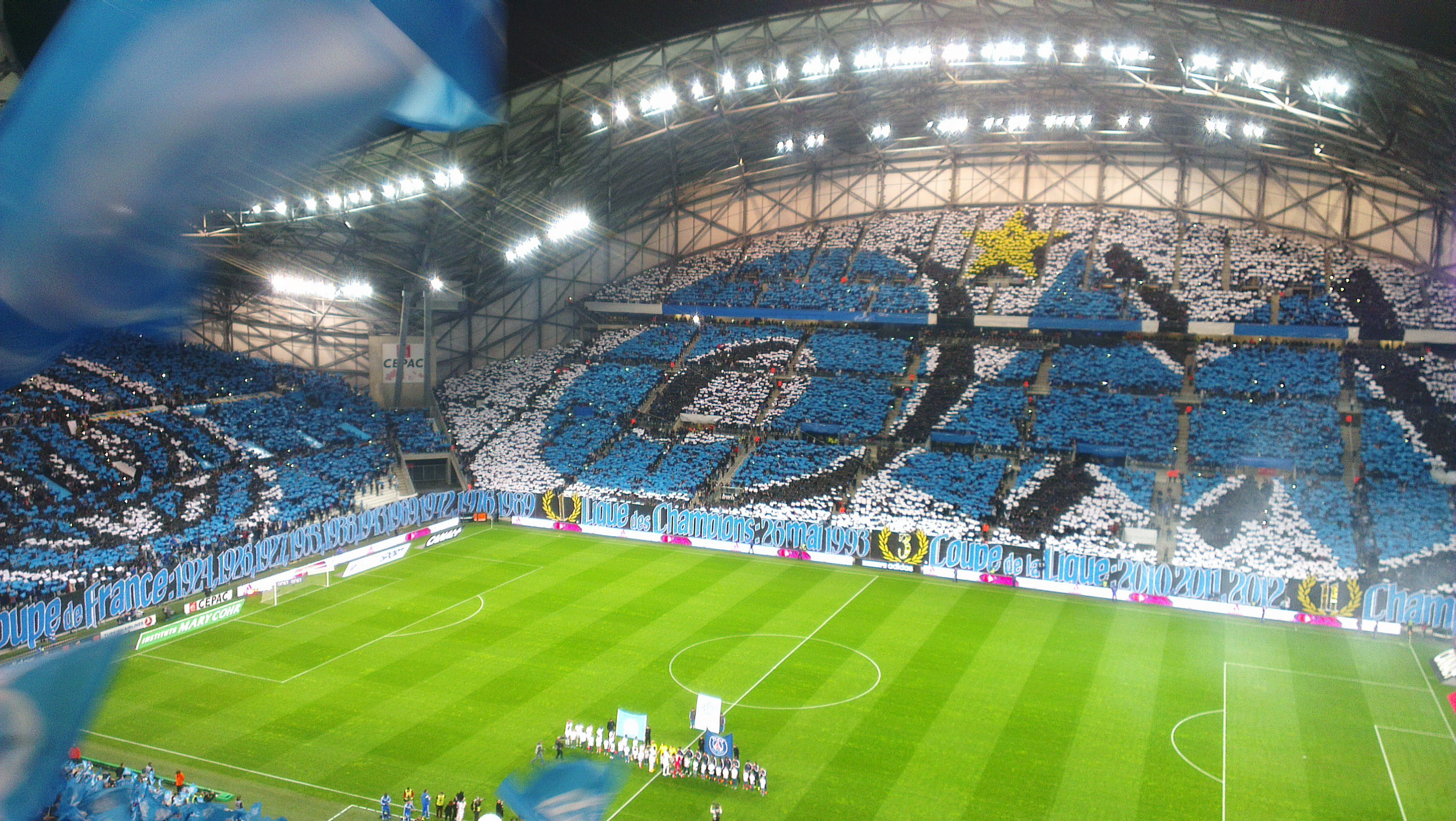
El Stade Vélodrome

En Marsella el deporte más popular es el fútbol, y la ciudad cuenta con su propio equipo, el Olympique de Marsella, uno de los equipos más laureados del país y el primer equipo francés en ganar la Liga de Campeones de la UEFA en 1993. Compite en la Ligue 1, la primera división del fútbol nacional. Disputa sus partidos como local en el Stade Vélodrome, con capacidad para 67 054 espectadores, que fue sede de los dos Mundiales de fútbol realizados en Francia en 1938 y 1998. Futbolísticamente es conocida también por ser ciudad natal del futbolista francés de origen argelino Zinedine Zidane y de Éric Cantona.
El rugby es otro de los deportes que cuenta con más adeptos. La ciudad posee un club en este deporte, el Marseille Provence XV. Marsella y el Stade Vélodrome han sido sedes de la Copa Mundial de Rugby de 2007 ganada por Sudáfrica. El combinado nacional galo de rugby disputa sus partidos como local en el anteriormente mencionado Vélodrome.
También gozan de gran aceptación la vela y el ciclismo, este último ya que la ciudad suele ser paso del Tour de Francia.
Lejos de los deportes de masas, uno de los acontecimientos deportivos más importantes de la ciudad es el Mundial de Petanca, que tiene lugar en julio y reúne a 12 500 jugadores internacionales de este deporte. Gracias a sus kilómetros de playas, Marsella acoge en verano distintos campeonatos de las modalidades de vóley playa, rugby playa y fútbol playa.

## Ciudades hermanadas
Oficialmente, Marsella está hermanada con catorce ciudades. Estas son:
- Abiyán (Costa de Marfil)
- Amberes (Bélgica)
- Pristina (Kosovo)
- Copenhague (Dinamarca)
- Dakar (Senegal)
- Génova (Italia)
- Glasgow (Reino Unido)
- Haifa (Israel)
- Hamburgo (Alemania)
- Kōbe (Japón)
- Marrakech (Marruecos)
- Odesa (Ucrania)
- El Pireo (Grecia)
- Shanghái (China)
- Tecomán (México)
- Cartagena (Colombia)
- San Cristóbal (Venezuela)

Además, firmó distintos tipos de acuerdos colaborativos con veintiocho ciudades a lo largo de todo el mundo. Dichas ciudades son:
- Agadir (Marruecos)
- Alejandría (Egipto)
- Argel (Argelia)
- Bamako (Malí)
- Barcelona (España)
- Beirut (Líbano)
- Ciudad del Cabo (Sudáfrica)
- Casablanca (Marruecos)
- Ereván (Armenia)
- Gdansk (Polonia)
- Estambul (Turquía)
- Izmit (Turquía)
- Jerusalén (Israel)
- Limassol (Chipre)
- Punta del Este (Uruguay)
- Lomé (Togo)
- Lyon (Francia)
- Mequinez (Marruecos)
- Montevideo (Uruguay)
- Arequipa (Perú)
- Yamena (Chad)
- Niza (Francia)
- Nimes (Francia)
- Rabat (Marruecos)
- Sarajevo (Bosnia-Herzegovina)
- Susa (Túnez)
- Salónica (Grecia)
- Tirana (Albania)
- Trípoli (Libia)
- Túnez (Túnez)

## Capital Europea de la Cultura
| Predecesor: Maribor Guimarães | Capital Europea de la Cultura junto con Košice 2013 | Sucesor: Riga Umea |